# 石田三成
石田 三成（いしだ みつなり）は、安土桃山時代の武将・大名。豊臣秀吉に仕え、行政・外交・検地などに卓越した能力を発揮し、豊臣政権の中枢を担った五奉行の一人である。公正無私な性格と信義を重んじる姿勢から、忠臣として知られる。秀吉の死後は徳川家康の台頭に対抗して諸大名とともに西軍を組織し、関ヶ原の戦いで敗れて京都六条河原で処刑されたが、すべてを投げ打って主家を守ろうとした裏表のない律儀な行動とその忠義は、人々の心に強い感動を残し、後世まで語り継がれている。
なお、関ヶ原の戦いで西軍を率いた時、三成は41歳であった。後世に描かれた（存命中に描かれたものではない）杉山家伝来の肖像画ではより年長の印象を受けるが、実際は若年であった。

## 生涯

石田三成出生地碑と三成像（滋賀県長浜市石田町）

### 出自と幼少期
石田三成は、永禄3年（1560年）、近江国坂田郡石田村（現在の滋賀県長浜市石田町）にて、石田正継の三男として誕生した。幼名は佐吉。
三成の生まれた当時、石田村のある坂田郡北部は、東浅井郡の小谷城を本拠とする浅井氏の勢力圏に属していた。この年は浅井長政が父・久政から家督を継承し、勢力の拡大を図っていた時期である。さらに同年、尾張国の織田信長は桶狭間の戦いで今川義元を破り、西上への契機を掴んでいた転機でもあった。
天正2年（1574年）ごろに三成は、父・石田正継、次男・正澄とともに、織田信長に仕えていた羽柴秀吉に仕官したとされる（長男・弥治郎は早くに亡くなっている）。三成自身は、秀吉の小姓として仕えることになった。その後、秀吉が信長の命により中国攻めの総司令官として中国地方へ向かった際には、これに従軍した。

#### 淡路島攻略戦での働き
天正9年（1581年）11月、三成は仙石秀久が指揮を執った淡路島攻略戦に同行している。このとき、仙石の家臣である広田藤吾が洲本城の戦いにおいて抜群の軍功を挙げたことから、三成は仙石および広田の戦功を秀吉に取り次いだとされる。結果として両名はその功を賞され、面目を施すこととなった（『広田家文書』）。

### 秀吉の側近としての台頭、外交・実務の開始

#### 本能寺の変と三成の台頭
天正10年（1582年）6月、織田信長が本能寺の変により横死し、羽柴秀吉が山崎の戦いで明智光秀を破って頭角を現す。三成もこれ以降、秀吉の側近として次第に台頭していく。

#### 賤ヶ岳の戦いでの偵察と戦功
天正11年（1583年）3月、秀吉が柴田勝家と対峙した賤ヶ岳の戦いの前において、三成は柴田軍の動向を探る偵察役を務めた（『称名寺文書』）。当時、三成は24歳であった。この際、浅井郡尊勝寺村（現在の滋賀県長浜市尊勝寺町）の僧侶・性慶と協力し、「忍びの者」を戦場周辺に派遣して、余呉湖周辺の山間に潜む百姓たちに対し、秀吉方に味方して手柄を立てれば褒美を与える旨の情報を流したとされる。また、同年4月21日に賤ヶ岳の戦いの本戦に参加し、『一柳家記』によれば、先駈衆として柴田軍に突撃した将兵14人の中に三成の名が記されており、一番槍の功名を挙げたと伝えられている。

#### 上杉家との外交と信頼関係の構築
賤ヶ岳の戦いで柴田勝家が滅亡した直後、三成は秀吉の命を受け、上杉家の重臣である直江兼続と狩野秀治に書状を送り、秀吉との提携を求めた。これに応じて、上杉景勝は家臣の大石綱元を派遣し、三成を通じて秀吉に戦勝の祝意を伝えるとともに、和睦の意を表した。この斡旋をきっかけに、三成と上杉家との間には早くから親密な信頼関係が築かれたとされる（詳細は「上杉景勝・直江兼続との関係」の節を参照）。

#### 小牧・長久手の戦いへの従軍
天正12年（1584年）3月、小牧・長久手の戦いに従軍。

#### 太閤検地への実務参加
同年11月には、近江国蒲生郡で行われた太閤検地の奉行も務め、官僚としての実務能力を早くも発揮した（詳細は「太閤検地」の節を参照）。

### 豊臣政権の中枢へ

#### 従五位下・治部少輔に叙任
天正13年（1585年）7月11日、秀吉の関白就任に伴い、慣例に従って十二人の諸大夫が任命され、三成も中村一氏・大谷吉継・福島正則らとともに、その一人に選ばれた。これにより、従五位下・治部少輔に叙任されている。当時三成は26歳であり、若年ながら異例の出世を遂げていた。

#### 島左近の召抱え
天正14年（1586年）1月、当時名将として名高かった武将・島清興（左近）を、知行の半分を与えて召し抱えたとされる（『常山紀談』。異説あり）。この抜擢に秀吉は驚嘆し、左近に三成への忠誠を促すとともに、菊桐紋入りの羽織を与えて賞賛した。

#### 上杉家との初対面
同年6月、越後国の上杉景勝と直江兼続が秀吉への臣従のため上洛した際、三成はその取次役を務め、金沢城下郊外の森本（現・石川県金沢市）まで出向いて上杉一行を出迎えた。このときが、三成と景勝・兼続との初対面であったとされている。

#### 堺奉行に就任
また、同年6月14日には和泉国の堺奉行（現・大阪府堺市）にも任じられた。当時の堺は、中国、フィリピン、タイ、ポルトガル、スペインなどとの南蛮貿易によって栄え、戦乱の影響を受けにくい自治都市として学問や文化も隆盛を極めていた。今井宗久や津田宗及らによって茶の湯も盛んに行われており、国内でも有数の重要都市であった。ただし、奉行に任じられた三成は常に秀吉の側近にあって行動を共にしており、翌年の九州平定にも秀吉に従って西下していた。そのため、堺での実務はのちに父・石田正継が代官として担っていたとされる。

#### 三玄院の建立
さらに同年、三成は山城国大徳寺（臨済宗大徳寺派）の高僧・円鑑国師（春屋宗園）にたびたび参禅し、その教えを深く受けた。こうした信仰のあらわれとして、浅野幸長・森忠政とともに浄財を喜捨し、大徳寺境内に国師のための塔頭「三玄院」を建立したとされる。（詳細は「三玄院」の節を参照）。

### 九州平定と博多再興、そして島津家との絆のはじまり

#### 九州平定と補給管理
天正15年（1587年）、秀吉は九州平定のために大軍を動員し、比較的短期間で作戦を完遂した。勝因の一つには、水軍を活用して兵を迅速に輸送する能力が挙げられる。とりわけ注目されるのが、総勢25万ともいわれる軍勢に対し、兵糧や弾薬の補給が滞ることなく行われた点であり、これは当時としては極めて異例の事例である。この補給管理を担った三成は、戦局を支える実務の中核として重要な役割を果たしていた（詳細は「九州征伐における兵糧・弾薬の補給管理」の節を参照）。

#### 博多の町の再興と自由都市構想
九州平定後の同年6月7日、三成は博多奉行（現・福岡県福岡市）を命じられ、長束正家・小西行長らとともに町の復興にあたった。町域を十町四方に整え、碁盤目状に街路を区画する町割を行い、かつての問屋や座を廃止して自由商業を認める「自由都市」構想を推進。さらに、地子免除や税制の優遇に加え、徳政令の適用を除外することで商取引の安定性を確保し、町人主体の自治都市としての再建を図ったとされる（詳細は「博多の町の再興」の節を参照）。

#### 島津義久の上洛支援と島津家との関係深化
同年から翌年の天正16年（1588年）にかけては、薩摩国の島津義久が秀吉に謁見する際の取次を務め、上洛を斡旋した。義久の道中には赤間ヶ関（現・下関市）にて出迎えを行い、先に到着していた人質の娘との再会を手配。堺でも多くの船を用意して義久の一行を丁重にもてなすなど、三成はその上洛を全面的に支援した。この上京を契機として、三成と島津家との関係は急速に深まり、以後も秀吉への謁見、在京支援、帰国調整などに関わり、島津家の信頼を得ていくこととなる（詳細は「島津義久・島津義弘との関係」の節を参照）。

#### 美濃国の検地
天正17年（1589年）、美濃国を検地する。

### 小田原征伐・忍城の戦い

#### 佐竹氏との外交折衝
秀吉は関東平定を目的として、天正17年（1589年）11月24日に後北条氏に対して宣戦を布告した（小田原征伐）。その4日後の11月28日、秀吉は常陸国（現・茨城県）北部に勢力を有する佐竹義宣の重臣・北義斯および東義久宛に書状を送り、来春に後北条氏を討伐する予定であるため、出陣の準備を進めるよう伝えた。この際、書状の内容を詳細に伝達する使者として三成の名が記されている。

##### 島左近の初出
天正18年（1590年）5月25日付で三成が佐竹義宣の重臣・東義久に宛てた書状には、秀吉への謁見に際しての心構えが記されており、あわせてその伝達の使者として三成の家臣・島左近の名がはじめて文中に登場している（『秋田藩家蔵文書』）。このことから、島左近は少なくともこの時点において三成に仕えていたとされる
。
同年5月27日、佐竹義宣は家臣団を率いて秀吉に拝謁し、黄金などを献上するとともに、三成にも馬や黄金を贈っている。さらに義宣の重臣・東義久も同様に三成へ贈り物を行っており、これらの事実は、佐竹氏の小田原征伐への参陣が、豊臣政権側の三成と佐竹側の東義久との折衝の結果として成立したことを示している。

#### 忍城水攻め
なお三成自身も同年3月1日に小田原征伐に参陣し、6月4日には秀吉の命により、後北条氏の支城である忍城の戦いに加わったとされる。このとき三成は、主将であった浅野長政の小田原召還と入れ替わる形で、主将として佐竹義宣・多賀谷重経・宇都宮国綱らとともに約3万の兵を率いて出陣した。大谷吉継もこれに従軍し、のちには真田昌幸も加わった。三成の自前の兵力は1500人程度であったが、大軍を預けられたこの抜擢は、当時31歳だった三成への秀吉の厚い信頼を示すものであった。
忍城では、秀吉の指示で川の水を城周囲に引き込む水攻めが行われた。このとき築かれた堤防は「石田堤」と呼ばれ、現在も遺構が各地に現存している。関東各地の後北条氏の支城は、小田原城よりも先に陥落していったが、忍城では小田原開城後の7月16日まで戦闘が続いた（詳細は「忍城水攻めと実際の指揮構造」の節を参照）。

### 奥州仕置

#### 葛西・大崎領の接収と奥州・出羽検地
その後、秀吉は後北条氏の処分が一段落すると、天正18年（1590年）7月17日に小田原を出発して会津に下り、8月9日に黒川城に入城した。そして直ちに奥州仕置を開始し、小田原征伐に参陣しなかった葛西晴信・大崎義隆の領地を没収。これらの旧領は木村吉清・木村清久父子に与えられたほか、小田原征伐に遅参した伊達政宗の旧領である会津には蒲生氏郷を封じて、奥州の拠点とした。この処分に伴い、三成は浅野長政と共に葛西・大崎領に赴き、気仙城（現・岩手県陸前高田市）や大原城（同県東磐井郡）など数城の接収を担当した。
その後、秀吉は新たに支配下に置いた会津をはじめ、奥州・出羽の諸国に対して検地の実施を命じた。これにより、奥州南部領の検地は三成と浅野長政が、出羽の検地は大谷吉継らが担当したとされる。その後、秀吉は後事を甥・豊臣秀次らに託して京都へ帰還した。

#### 葛西・大崎一揆
しかし、同年10月16日、大崎・葛西の旧臣や百姓らが、木村吉清・木村清久父子の圧政に反発して大規模な一揆（葛西・大崎一揆）を起こすに至っていた。これを受けて、秀吉は徳川家康および豊臣秀次に奥州への出陣を命じるとともに、三成にも二度目となる奥州下向を命じた。

##### 茶の湯と文化活動
なお、三成は同年11月10日に奥州の検地から帰京したばかりとされ、11月12日には佐竹義宣とともに千利休の朝会に招かれている（『利休百会記』）。
また、12月2日と12月8日には、三成自身が亭主を務める茶会を開催しており、その茶の湯への親しみがうかがえる（『宗湛日記』『宗凡他会』）。
天正19年（1591年）正月10日、三成は相馬（現・福島県相馬市）に到着し、佐竹義宣・岩城貞隆・相馬義胤らの諸大名に対して出兵を促す秀吉の命令を伝達した。だが、一揆はまもなく鎮圧されたため、三成は相馬より帰還した。

#### 佐竹氏との交流と九州出兵準備
その後、同年閏正月4日には、三成が料理用の鶴を持参して佐竹義宣の太田城（現・茨城県常陸太田市）において催された茶会に訪れる旨を記した書状が残されており（『千秋文庫』）、奥州滞在中における佐竹氏との和やかな交流の一端がうかがえる。
同年閏正月中旬には三成は上方へ戻り、増田長盛・大谷吉継らと共に、朝鮮出兵の準備のため九州へ下向した。
同年2月初旬には、博多の豪商邸においてたびたび茶会が催され、三成は小早川隆景や宇喜多秀家らと同席している。

#### 佐和山城代としての政務開始
同年4月、三成は近江の佐和山城に入城した。ただしこれは、蔵入地の代官としての入城であり、城主ではなく佐和山城を預かる城代の立場にあった。当時の三成の所領は美濃国内、安八郡神戸およびその周辺であったと推定されている。

#### 九戸政実の乱
葛西・大崎一揆の鎮圧から間もない同年2月、陸奥では再び九戸政実の乱が勃発した。九戸政実は南部氏の一族であったが、当主・南部信直に対する不満を抱いており、大崎・葛西一揆後の混乱に乗じて挙兵したとされる。これを受けて、秀吉は同年6月、徳川家康および豊臣秀次を総大将とする討伐軍を奥州へ派遣し、三成もこれに従って三度目となる奥州への東下を行った。先鋒として進軍した伊達政宗・蒲生氏郷らが九戸方の属城を次々と攻略し、同年9月には九戸政実が立てこもった陸奥国福岡城（現・岩手県二戸市）も陥落。政実は降伏し、ここに奥州の諸動乱は完全に鎮定された。三成はこの奥州仕置において、短期間のうちに三度にわたって奥州へ赴いており、その現地調整・政務遂行における重要な役割がうかがえる。

#### 伊達政宗の移封と三成の現地調整
この乱の鎮圧後、秀吉は伊達政宗に対して、葛西・大崎の旧領を与える一方で、政宗の本領のうち会津に近い六郡を没収し、これを蒲生氏郷に与えた。これに伴い、政宗は居城を米沢から岩手沢（現・宮城県大崎市）へと移すこととなった。このとき、三成は政宗の新領内にあたる気仙城および大原城の修築を行い、両城を政宗に引き渡している。また、政宗が両城周辺の民家を岩手沢に移転させる意向を示したことを受け、三成は政宗側から普請の人員が派遣されない場合でも、自らの配下の者を用いて、家々を損なわぬよう丁寧に解体し、希望の場所まで運搬する旨を申し出るなど、政宗の移封に際して協力的な姿勢を示した。

### 文禄の役

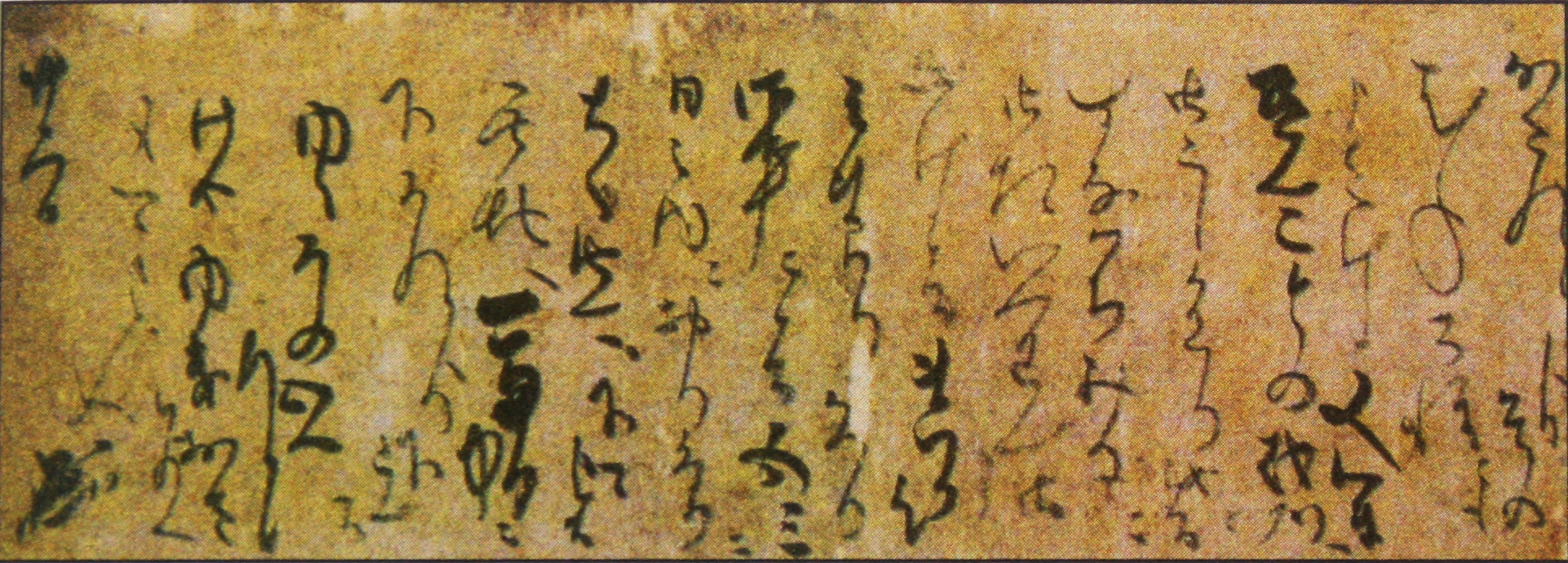
朝鮮から、大音新介に送った三成の書状

#### 朝鮮出兵と船奉行としての任務
日本統一を果たした豊臣秀吉は、天正19年（1591年）、対馬の大名・宗義智を釜山に派遣し、「明（現・中国）が日本に朝貢するよう、朝鮮国王に取り成すように」と申し入れさせた。しかし朝鮮国王がこれを拒否したため、文禄元年（1592年）3月、ついに朝鮮出兵（文禄の役）を決定した。
この出兵に先立ち、三成は博多の豪商・嶋井宗室と協議の上、戦を回避するよう秀吉に進言したとされる（『博多記』）。しかし、その進言が受け入れられることはなかった。
文禄の役に際しては、加藤清正・島津義弘・福島正則ら西軍の部隊が、直接朝鮮半島へ渡航する部隊として編成され、第一陣・第二陣が肥前名護屋（現・佐賀県唐津市鎮西町）に集結した。これに先立ち、秀吉の本営となる名護屋城の築城も進められ、文禄元年（1592年）2月より、加藤清正をはじめとする九州の諸大名に築城が命じられた。およそ5か月にわたる突貫工事の末、同年中に完成を見たとされる（『鎮西町史』）。
出兵総数は約15万8,000人にのぼり、三成は大谷吉継らとともに船奉行に任じられた。名護屋において、大規模な兵力と物資の輸送計画を担い、兵糧や武器の運搬に従事する艦船の整備と運用にあたった。波の荒い玄界灘を越えて朝鮮半島へ軍勢を送る作戦であり、船奉行の任務は極めて重要なものであった。三成らは約4万艘におよぶ船舶を準備し、それらを帳簿に登録した上で各部隊に割り当て、上陸部隊の艦船は速やかに名護屋へ戻して次の部隊を輸送する体制を整えた。
なお、三成の本陣は当初、名護屋城の北方に位置する波戸岬の高台に設けられていた。ここは、出陣する諸将の軍船を一望できる場所であり、その立地の良さから諸将の羨望を集めたとされる。また、三成の名護屋城の南方に位置する高台には大谷吉継の本陣が、そのさらに南方には上杉景勝の本陣が構えられていたという（『平塚滝俊書状』）。

#### 漢城進出と三奉行の派遣
文禄元年（1592年）4月12日、第一陣の小西行長らが釜山に上陸し、以降、九番部隊までの上陸が順調に進められた。加藤清正は東路、小西行長は中路、黒田長政・森可政・大友義統らの諸将は西路を進軍し、それぞれ漢城（現・ソウル）を目指した。各部隊は要所を次々と攻略し、5月3日には漢城を占領した。
同月16日、漢城占領の報が名護屋にもたらされると、秀吉は自らの渡海を本格的に検討したが、海上の波浪が高まる時節に差しかかっていたことから、徳川家康および前田利家が強く諫めたとされる。また、同時期に日本の水軍が巨済島付近の海戦で敗れ、対馬〜釜山間の制海権を喪失していたことも影響し、最終的に渡海は断念された。代わって6月3日、三成・増田長盛・大谷吉継の3人が軍奉行として朝鮮へ派遣された。
三成らは釜山に上陸し、その後7月16日に漢城へ到着。まず倉庫を巡察して兵糧や物資の確保に努めた。しかし、当時すでに釜山と漢城の間では朝鮮義勇軍が補給路を脅かしており、北方の平壌には明軍の大部隊が迫っていた。三成は、釜山から漢城へと移動する途中で目にした荒廃した農村の様子から、いずれ日本軍が深刻な飢餓に見舞われる可能性を予見していたとされる。

#### 漢城会議
このような状況下、8月7日には漢城で作戦会議（漢城会議）が開催された。会議では、緒戦の勝利に乗じてさらに侵攻を進めようとする主戦派と、補給の困難さを懸念する三成ら慎重派の間で激しい議論が交わされた。最終的に慎重派の意見が採用され、軍勢の過度な前進を控え、漢城周辺の防備強化が決定された（『黒田家譜』『フロイス日本史』『武功夜話』）。
会議の直後、三成・増田長盛・大谷吉継の三奉行は、名護屋に在陣していた長束正家および石田正澄らに向けて連署による注進状（三奉公連署状）を作成した。その書状において三成らは、秀吉が望んでいた「唐入り」（明への侵攻）の年内実行は困難であり、まずは朝鮮半島内の制圧を優先すべきとの認識を示している。また、日本軍の戦線が広範に分散しており（「日本之一ヶ国程へ人数千二千ほど参候分にて」）、各地に小規模部隊が展開していること、さらに治安の悪化により通行の安全が確保できず（「跡之路次無人にて通路田安からず」「国都静謐捕まらず」）、往来に支障を来している状況が報告されている。
そのうえで、たとえ局地戦で勝利を重ねたとしても、兵糧の維持が困難であり、このまま戦闘を継続すれば補給が尽き、日本軍は壊滅の危機に瀕する（「勝ち申し候うちに、日本人は無人に罷りなり候」）との深刻な懸念を表明した。

#### 明軍との戦闘
文禄2年（1593年）1月、三成の予見どおり、明軍の李如松が平壌に籠もる小西行長の軍を攻撃し、寒気と兵糧不足に苦しんでいた行長は持ちこたえられず、漢城（現・ソウル）へ退却した。この結果、日本軍の前線は総崩れとなり、迫り来る明軍をどこで迎え撃つかをめぐって、小早川隆景ら諸将と、三成ら奉行衆との間で意見が対立した。
隆景は、自らが守備を任され、秀吉からも死守を命じられていた要衝・開城において迎撃すべきと主張した。一方、三成は、大河を背にした開城では補給遮断による不利は避けられないとし、戦線を漢城まで後退させ、全軍を集結させた上で迎撃すべきだと提案した（『前野家文書』）。だが、この戦略は占領地を無血撤退することを意味し、隆景は激しく反発。「奉行衆は臆病風に吹かれたのか」「兵糧が尽きたならば、砂を食ってでも戦うべきだ」とまで語気を強めたという。加藤清正・加藤光泰らも、占領地の放棄に難色を示した。 

##### 碧蹄館の戦い
最終的には大谷吉継・前野長康の仲裁により、小早川隆景も撤兵に同意。日本軍は漢城に集結し、文禄2年（1593年）1月26日、三成は小早川隆景・立花宗茂・吉川広家・黒田長政らとともに、漢城北方の碧蹄において明軍を迎撃した（碧蹄館の戦い）。この戦いで日本軍は明軍を撃退し、局地的な勝利を収めた。
戦闘に際して三成は、敵の主力が騎馬を主体とする明軍であること（「此度の敵は胡馬に乗りたる迅速の大明馬兵に候なり」）を見抜き、鉄砲隊を高所に配置して敵を引きつけた上で迎撃すれば勝機がある（「鉄砲隊を持って打ち崩し候わば、勝利かたかるべし」）とする冷静な戦術分析を記している。
この戦果の直接的な功績は、立花宗茂の突撃などによる武功や、小早川隆景の用兵によるものであり、三成は戦後ただちに宗茂へ感状を送っている。しかし、開城から漢城への戦略的撤退判断や、鉄砲隊を活用した布陣といった全体戦略の枠組みには三成の見識が反映されており、自軍の攻勢限界を的確に見極めた兵站重視の判断が、勝利を下支えしていたとの評価もある。

##### 幸州山城の戦いと浅野長政の来訪
続いて同年2月12日、三成は小西行長を先鋒に、黒田長政・宇喜多秀家・吉川広家・毛利勢を率い、後詰として小早川隆景を配して、漢城の北西約三里（約12km）に位置する幸州山に籠る朝鮮軍を攻撃した（幸州山城の戦い）。しかし日本軍は大敗を喫し、この戦いで三成は宇喜多秀家・吉川広家らとともに負傷したと伝えられている。
この戦況を受け、2月18日に渡海の準備を進めていた秀吉は、在陣諸将に守備範囲の再編成を指示するとともに、浅野長政および黒田孝高を使者として漢城に派遣した。秀吉は先の開城からの撤兵判断を問題視しており、責任追及を目的とした訪問であったとされる。諸将が沈黙する中、三成のみが立ち上がり、撤兵に至った経緯と判断の合理性を堂々と弁明した。このとき、三成は全責任を一身に引き受ける覚悟で臨んでいたと伝えられている。

#### 軍の動揺と三成らの結束維持策
その後、戦闘や病死により兵力は著しく減少し、兵糧の不足や将兵間の対立も深刻化した。この事態を憂慮した三成らは、同年2月27日、漢城に在陣していた16名の諸将を招集し、「全ての事柄を率直に議論し、多数決に従い、勝敗の責任を皆で共有する」とする誓約を結ばせ、部隊の結束維持に努めた。
さらに、3月3日には宇喜多秀家以下の諸将が連署して兵糧の欠乏を訴える文書を提出しており、その中では「雑炊で凌いでいるが、それも1ヶ月余りしか持たない状況」であると記されていた。3月24日に漢城内外の部隊を点検した記録によると、兵力は約5万3,000人にまで減少しており、当初の兵員数に比して約3分の2にまで減少していた

#### 講和交渉と明使節の護送
日本軍が苦戦を強いられる中、明との間で講和の動きが本格化した。碧蹄館の戦いにおいて明軍が敗北したことは、明政府内にも動揺をもたらし、朝鮮出兵の継続に対して慎重論が台頭するようになった。これを受けて明は、外交官の沈惟敬を小西行長のもとに派遣し、和解を模索させた。
当初、沈惟敬が提示した講和条件は、「朝鮮の二王子の返還」と「日本軍の漢城撤退」の二点であった。行長はこの条件について、三成・宇喜多秀家・小早川隆景らと協議を行い、逆に「明軍の朝鮮からの撤退」と「明国からの講和使節派遣」を条件として和議を成立させ、秀吉へ報告した。
同年4月17日、明の使節・謝用梓および徐一貫が漢城に到着。翌18日、三成ら三奉行は明使節を釜山まで護送する部隊に指示を出し、19日に漢城を出発した。これに呼応して、日本軍も講和の条件に従い、明使節の出発とともに漢城からの撤退を開始した。三成ら一行は釜山を経て、5月15日に名護屋へ帰還。こうして講和交渉の第一段階が終了したとされる。

#### 晋州城攻撃と講和条件の提示
その後、三成は明使節を送り届けたのち、小西行長・大谷吉継らと共に再び釜山へ赴き、秀吉の命令を宇喜多秀家に伝達した。命令の内容は、「朝鮮の二王子を帰国させること」および「晋州城を攻略すること」であった。晋州城は慶尚道に位置する朝鮮側の重要拠点であり、秀吉はかねてよりその攻略を望んでいた。以前には前田利家・蒲生氏郷らを渡海させて攻撃させようとしたが、船舶・兵糧の不足により断念されていた。最終的に、小西行長・加藤清正・黒田長政らの軍勢によって包囲され、激戦の末、6月29日に晋州城は陥落した（晋州城攻防戦）。
一方、その前日の6月28日、秀吉は名護屋で明使節に講和条件を提示した。その主な内容は、「明の皇族を日本の天皇の妃に迎えること」「明との貿易開始」「朝鮮南部四道の割譲」など、七箇条から成るものであった。これらの条件は、三成ら三奉行および浅野長政・黒田孝高にも事前に示されており、秀吉自らの署名に続き、石田三成・増田長盛・大谷吉継・小西行長の副署が記されていた。
その後、明側からの正式な回答が出るまで、日本軍は朝鮮半島南部に築いた十八箇所の拠点を中心に守備を固め、持久体制に入った。秀吉は同年8月25日に名護屋を引き揚げて大坂へ帰還し、徳川家康・前田利家らもこれに続いた。三成も9月に名護屋に帰国し、大坂へ帰り講和交渉の実務から一旦退いた。この持久体制は、交渉が決裂し再出兵が決定される慶長元年（1596年）9月まで、およそ3年間続くこととなった。

### 政務・儀礼・信仰のあいだで
文禄3年（1594年）、9月3日に母・瑞岳院が死去、兄・正澄と親交が厚かった藤原惺窩や大村由己らが追悼の漢詩や文を送り、三成も佐和山城下に瑞岳寺を建立している。また、この年に島津氏・佐竹氏の領国を奉行として検地する。

#### 佐和山城主就任と秀次旧臣の庇護
文禄4年（1595年）、豊臣秀吉の命により、甥の豊臣秀次が謀反の嫌疑で糾問され、高野山にて切腹させられた（秀次事件）。事件後、秀次の旧領のうち近江国内の7万石が石田三成の代官地となる。また、三成は近江（滋賀県）佐和山19万4,000石の所領を秀吉から与えられ、正式に佐和山城主となった。佐和山城は畿内と東国を結ぶ要衝であり、軍事・政治両面で重要な拠点であったため、三成の地位は名実ともに豊臣政権の中枢に数えられるものとなった。
なお、三成は秀次事件によって窮地に立たされた秀次の家臣らに対して、密かに保護の手を差し伸べていたとされる。前野兵庫は舞兵庫と改姓して登用され、木村宗左衛門も同様に三成の庇護下に置かれた。また、秀次家臣の中でもとくに重臣とされた「若江八人衆」は全員が三成に匿われ、後に高禄で召し抱えられている。これらの家臣団には、諸侯並の待遇を受けた者も多く、その陪臣層まで含めると、数百人規模での再雇用であったと考えられている。彼らは後の関ヶ原の戦いにおいても、石田方として奮戦している。

#### 秀頼擁立と誓約文の提出
文禄4年（1595年）7月12日、豊臣秀次の切腹により、豊臣秀頼が豊臣家の後継者として確定的な立場となった。しかし、秀頼はなお幼少であったため、豊臣政権の安定を危ぶんだ秀吉は、徳川家康・毛利輝元・小早川隆景の三名に対し、秀頼を「疎略に存ぜず、表裏別心なく擁立する」旨を誓約する連署の起請文を提出させた。また、三成・増田長盛の両奉行にも同様の内容で血判を施した誓書の提出を命じている。さらに同年7月20日、秀吉は前田利家を秀頼の後見（守役）に任じ、秀次の旧邸である伏見の屋敷をその居所として与えた。

#### 五大老制の成立と五奉行との合議体制
秀吉は既に齢60を超えており、幼少の豊臣秀頼を支える体制の構築が急務となっていた。五奉行のみでは政権維持に不安があると考えた秀吉は、文禄4年（1595年）8月、徳川家康・前田利家・毛利輝元・小早川隆景・宇喜多秀家の5名を政治上の最高顧問として任命。これが「五大老」であり、三成ら「五奉行」とともに政務を合議制で運営する体制が敷かれた。なお、五大老のうち小早川隆景が慶長2年（1597年）に死去した後、その後任として上杉景勝が加えられている。ただし、近年の研究では政権内の序列が小早川隆景よりも上であった上杉景勝が隆景の死後に大老に加えられたとするのは矛盾として捉えられており、最初は景勝を加えた6名の集団であったと考えられている。
また、文禄4年（1595年）8月2日には五大老連署による御掟が発布され、大名の婚姻には秀吉の許可が必要であること、諸大名同士が私的に誓約を結ぶことを禁じるなど、体制の統制強化が図られた。さらに翌8月3日には追加規定が出され、訴訟や直訴に関しては、五大老・五奉行の10名が協議して処理にあたること、特に重要な訴えについては五大老が判断の上、秀吉へ報告する仕組みが整備された。
慶長元年（1596年）、佐和山領内に十三ヶ条掟書、九ヶ条掟書を出す。明の講和使節を接待。同年、京都奉行に任じられ、秀吉の命令でキリシタン弾圧を命じられている。ただし、三成はこのときに捕らえるキリシタンの数を極力減らしたり、秀吉の怒りを宥めて信徒たちが処刑されないように奔走したりするなどの情誼を見せたという（日本二十六聖人）。

### 慶長の役

#### 講和決裂と再出兵の決定
慶長元年（1596年）5月、明よりの国書を携えた使者・楊方亨が、沈惟敬と共に北京を出発。漢城を経て釜山から日本の船に分乗し、同年6月下旬に堺に到着した。豊臣秀吉は三成らに命じて明使節の接待を命じ、伏見城での引見を予定していたが、閏7月13日に発生した伏見大地震により城が大破し、予定が延期された。
その後、9月1日に大坂城において明使節一行との引見が実現し、秀吉は彼らから国書を受け取った。翌日、僧の承兌にその国書を読ませたところ、そこには秀吉が提示していた講和条件には一切触れられず、「秀吉を日本国王に封ずる」という旨が記されていた。これは事実上、明が秀吉を明の属臣と見なす内容であり、秀吉はこの書状をもって講和が破談となったと判断した。
激怒した秀吉は、明使節を追放するとともに、講和交渉を主導していた小西行長の責任を厳しく追及し、誅殺を命じた。しかし、行長は陳弁をもって弁明し、承兌や三成も強く取り成したことで、ひとまずその場は収まりを見せた。だがこの事件を契機に、秀吉は講和を断念し、再度の朝鮮出兵を決意するに至った。

#### 三成の後方支援
慶長2年（1597年）2月21日、再出兵のための編成が正式に発表され、総勢14万1500人の大軍が動員された。軍勢は1番から8番までの部隊に分けられ、本隊の先鋒は加藤清正・小西行長が交互に担当することとなった。釜山を中心とする沿岸地帯には、小早川秀秋らが後方の守備隊として配置された。
また、戦況報告の徹底管理を目的として、太田一吉・福原直堯・竹中重利・垣見一直・毛利高政・早川長政・熊谷直盛の7名が目付として任命され、各自に日記をつけて戦況を詳細に記録させるよう命じられた。このうち、福原直堯・熊谷直盛は三成の縁族、太田一吉・垣見一直は三成の家臣であり、三成と近しい人物が多く起用されていたことが注目される。これらの目付たちの報告は、釜山・壱岐・対馬・名護屋に設けられた継船中継点を経由し、迅速に本土へと送達される体制が整えられていた。
今回の出兵（慶長の役）では、前回（文禄の役）のように明国までの侵攻を掲げた大規模戦略は採用されず、秀吉が提示していた講和条件のうち「朝鮮南部四道の割譲」を実力行使によって実現させることが主目的とされた。このため、諸将の間で戦意は高揚せず、全軍の指揮も上がらなかったとされる。
また、秀吉自身は今回の出兵に際し名護屋には下向せず、伏見にとどまって政務および軍事指揮を執る方針を取った。このため、三成も伏見にあって秀吉の側近として政務を補佐し、前線の諸将や目付からの報告を随時受け取りながら、後方支援および情勢判断における中枢的な役割を果たすこととなった。
慶長の役が始まると三成は国内で後方支援に活躍した。その一方で、この年に起きた蔚山城の戦いの際に在朝鮮の諸将によって戦線縮小が提案され、これに激怒した秀吉によって提案に参加した大名が譴責や所領の一部没収などの処分を受ける事件が起きた。この際、現地から状況を報告した軍目付は三成の縁戚である福原長堯らであり、処分を受けた黒田長政、蜂須賀家政らはこの処分を秀吉に三成・長堯が意見した結果ととらえ、彼らと三成が対立関係となるきっかけとなった。加藤清正は石田三成に帰国をしないことを秀吉に報告され、武断派との対立が深まったといわれている。

#### 小早川秀秋旧領の蔵入地化と三成の代官任命
慶長2年（1597年）12月、朝鮮に渡っていた小早川秀秋は、その行動に問題があったとして帰国を命じられ、翌慶長3年（1598年）4月に伏見城で秀吉に謁見した。この際、秀吉は秀秋の旧領である筑前一国と筑後二郡（いずれも現・福岡県）を没収し、これを蔵入地として直轄管理とする方針を決定。秀秋は越前北ノ庄（現・福井県福井市）へと移封された。
この蔵入地決定の背景には、当初秀吉が秀秋の旧領を三成に与える意向を抱いていたことがある。しかし、佐和山城を三成に代わって治めるにふさわしい人物が見当たらず、また三成の有能さを政務の中心で活かしたいという思いもあり、秀吉は三成の意向を確認したうえで、佐和山から動かさないことを決定した（『宇津木文書』）。その結果、秀秋の旧領は蔵入地とされ、三成には20万石、浅野長政には18万6,000石の代官支配が命じられた（大音新介宛『石田三成書状』）。

#### 九州下向と蔵入地支配の整備
こうして慶長3年（1598年）6月1日、三成は大坂を出発し、筑前・筑後の蔵入地管理のために九州へと下向した。これは、まさに秀吉から三成に寄せられた深い信頼と、その行政手腕への高い評価を物語るものであった。
三成はこの九州下向に際し、文人の是斎重鑑や画家の海北友松を同行させ、旅の途中で厳島神社や太宰府天満宮に立ち寄った。とくに太宰府では荒廃していた社殿の整備を命じるなど、代官職にとどまらず文化保護にも尽力している（是斎重鑑『九州下向記』詳細は「是斎重鑑・海北友松との交友」の節を参照）。
三成は6月16日に博多に到着した。到着に先立ち、筑前・筑後二郡に対して掟（法度）を出し、両国は豊臣家の蔵入地であることを再確認させた。田畑の名義（毛付）についてもすべて蔵入として処理すべきであり、仮に旧領主・小早川家の関係者が年貢の未納を理由に催促を行ったり、竹木を要求するようなことがあっても、一切応じてはならないと命じている。
さらに6月22日には、博多において近江の佐和山領で発布していた掟とほぼ同じ内容の法令を再度発出した。ただし、すべての訴訟は同年7月15日以後に行うようにという追加条項が添えられており、これは転封に伴う領民の不安や混乱が収まるまで、訴訟を一時停止する意図があったとみられる。
その後、三成は領内の巡視を行ったのち、7月5日に博多を出発し、7月15日に伏見へ帰着した。

#### 小早川旧臣への温情と再雇用の尽力
小早川秀秋は筑前・筑後から越前・北ノ庄（現・福井県）に転封され、その石高も52万2500石からわずか16万石へと大幅に削減された。そのため、従来通り多くの家臣を抱えておくことが困難となり、多くの旧臣が浪人することとなった。
この事情を知った三成は、秀秋の宗家である毛利輝元と相談のうえ、浪人となった旧臣たちに深く同情し、できる限り自身の家臣として抱え入れるよう努めた。曾根高光はその一人である。また、同じく旧臣であった清水景治に対しては、5000石での召し抱えを申し出たが、景治はその父・宗治が備中高松城で切腹した経緯に心を痛め、三成の厚意には応じず、無禄のまま輝元に仕える道を選んだという。

#### 秀吉の病没と政権の対応
慶長3年（1598年）5月頃より、伏見にあった豊臣秀吉は重い病に伏し、8月10日頃からは病勢がさらに進行。8月18日、朝鮮出兵（慶長の役）の途上にして伏見城にて逝去した。享年62。秀吉の死は、豊臣政権における政権構造の動揺を招いただけでなく、朝鮮に在陣する諸将の処遇という緊急かつ重大な問題を残すこととなった
秀吉の死後、徳川家康・前田利家ら五大老をはじめとする年寄衆は、三成ら五奉行と共に、朝鮮半島に派遣されている渡海部隊の円滑な撤収について協議を重ねた。その結果、秀吉の死去を当面秘匿したうえで、早急に明軍と和平交渉を進め、全軍の撤退を図る方針が決定された。

#### 和平交渉の展開と情報統制
これを受け、8月25日には徳永寿昌・宮木豊盛の2名が朝鮮に派遣されることとなり、出発にあたっては加藤清正および小西行長の両将の意見を聴取したうえで、いずれかに和平交渉を担わせるよう指示が下された。また、現地の在番諸将に正確な命令を伝達するための通達と共に、三成ら五奉行の連署による「和平条件に関する覚書」が携行された。
この覚書には、王子の人質差出を第一条件とし、それが不可能な場合には、米・虎皮・豹皮・薬種・清蚕などの貢物を以って代替とすること、さらに貢物の補償として朝鮮の官人を対馬に連行するか、それも困難であれば釜山城を日本側の拠点として残置すること、といった複数の選択肢が柔軟に提示されていた。こうした交渉姿勢には、状況を見極めつつ和を重んじる三成らの慎重な外交姿勢が垣間見える。
また、在陣中の諸将の動揺を抑えるべく、徳永・宮木両名の派遣は「巡察のため」として通達され、秀吉の病状も「すでに快癒した」と伝えるなど、情報統制にも細やかな配慮がなされた。

#### 三成らによる撤収準備と下向
徳永寿昌・宮木豊盛の両名が和平交渉のため朝鮮へ出発したのち、三成は、浅野長政・毛利秀元とともに、渡海部隊の撤収に備えるべく博多へ下向することとなった。しかし当時、三成は自身が京を離れている間の政局の動揺に対し強い懸念を抱いていたとされる。
慶長3年（1598年）8月28日、三成は毛利輝元に対し、自身および増田長盛・長束正家・前田玄以の四奉行にあてた誓書を提出するよう求めている。この誓書では、たとえ五大老の中に秀頼に逆心を抱く者がいなくとも、四奉行と対立する者が現れた場合には、輝元が四奉行に与することを明言する内容となっており、三成が不在中の不測の事態に備え、毛利家との結束を強化しようとしていた姿勢がうかがえる。
さらに、9月3日には五大老・五奉行による連署の起請文が取り交わされ、政務処理は十人衆による多数決によって行うこと、十人衆と諸大名との私的な誓書交換の禁止、また互いの誹謗中傷や讒言への同調を禁ずるなど、七か条からなる合議制の原則が確認された。三成はこれらの措置を講じたうえで、博多へと下向した。
現地では、朝鮮からの撤退部隊を迎えるため、新造船100艘に加え、九州各地の浦々から200艘の船舶を動員し、合計300艘の艦船を準備。情勢次第では自ら渡海する構えも示し、情勢次第では自ら朝鮮へ渡海する構えを取っていた。

#### 渡海部隊への撤退通達とその後の展開
一方、徳永・宮木の両名は10月1日に釜山に到着し、小西行長・加藤清正をはじめとする前線の諸将に撤退命令を伝達した。この時期、明軍は島津義弘が守備する泗川城を攻撃して大敗を喫した直後であり（泗川の戦い）、こうした情勢の変化も和平交渉を後押しする要因となった。結果として明軍との交渉は順調に進み、11月10日から渡海部隊の撤収が開始されることとなり、各隊は釜山へ集結することとなった。
これに先立つ11月2日、博多に待機していた三成と浅野長政のもとに、釜山から帰還した徳永・宮木両名が到着し、状況報告が行われた。これを受けて三成らは、撤退に関する最終方針を在陣諸将に通達した。内容は、明軍が和議に応じる場合には講和使節のみを釜山に残し、他の諸隊は速やかに帰還させるというものであった。また、仮に撤退時に明軍から攻撃を受けるなどして帰国が困難となった場合には、全軍が翌年3月まで現地に留まり、その際には三成・長政らが渡海して支援にあたる旨を伝えていた。
その後、明軍は秀吉の死去を知るや、日本軍の撤退を阻止すべく南海島（ナメド）付近に水軍を出撃させ、退路の遮断を図った。しかし、島津義弘らがこれを迎撃して激戦の末に撃退し、日本軍の退却路は守られた。こうして朝鮮各地から釜山に集結した諸将の部隊は順次帰還の途につき、慶長3年（1598年）12月には全軍の撤収が完了した。
三成と浅野長政は、博多に戻ってきた将兵を出迎えてその労をねぎらい、秀吉の訃報を伝えるとともに、伏見に上り豊臣秀頼に謁するよう促した。その後、三成自身も任務を無事に全うして伏見へ帰還し、引き続き政務にあたることとなった。

#### 秀吉の葬儀への深い哀悼と、政務の転機
慶長4年（1599年）2月2日、三成をはじめ五奉行は剃髪して秀吉の喪に服した。葬儀は同月29日、京都東山の方広寺において荘厳に営まれ、当日三成は葬列の第二列において金蓋の下右側を進み、そのすぐ後方には秀吉の棺が続いた。白虎旗の前という列席順は、三成の地位と信任の高さを示すものであり、本人にとっても深い感慨を覚える場であったと推察される。
また、秀吉は自身の死期を悟り、慶長3年（1598年）7月25日には諸大名への遺品配分を行っていた。三成には、愛蔵していた吉光の脇差と黄金五十枚が、また兄・石田正澄にも黄金五十枚が与えられている。
なお、慶長4年（1599年）に予定されていた朝鮮における大規模攻勢では、三成は福島正則や増田長盛とともに出征軍の大将となることが決定していた。しかし、秀吉の死去により攻勢は中止され、かわって戦争の終結と出征軍の帰国業務に尽力した。

### 秀吉死後
秀吉の死後、豊臣家の家督は嫡男の豊臣秀頼が継ぐ。しかし朝鮮半島よりの撤兵が進められるなか、政権内部には三成らを中心とする文治派と、加藤清正・福島正則らを中心とする武断派が形成され対立を深めていた。一方、徳川家康は同年10月から12月にかけて京極高次、細川幽斎ら諸大名を訪問して接触を図っていた。

#### 家康による縁組問題と十人衆の対立
慶長4年（1599年）初頭、徳川家康が複数の縁組を独断で進めていたことが明らかとなった。具体的には、家康は六男・松平忠輝に伊達政宗の娘を娶らせたほか、自身の養女2人を、それぞれ福島正之（福島正則の嫡子）、蜂須賀至鎮（蜂須賀家政の嫡子）に嫁がせたとされる。
これらの行為は、文禄4年（1595年）8月に五大老の連署により制定された「諸大名間の私的婚姻を禁ずる」条項に明確に違反するものであり、豊臣政権の合議制における重大な逸脱行為とみなされた。
この問題を受け、前田利家・三成らは慶長4年（1599年）正月19日、僧の承兌および生駒一正を使者として派遣し、家康に経緯の説明と釈明を求めた。使者は、五大老の一角である家康が連署による政道に背く場合は、「列席から除外されることもある」といった主旨を含んだ言葉を伝えたとされ、これに激しく反発した家康は、三成の言動を「過言」であるとして非難。両者の関係は急速に悪化した。
この対立は一触即発の様相を呈し、大坂城下には「三成が家康の屋敷を襲撃しようとしている」との流言が広まり（『慶長記』）、家康側も防備を固めるため、池田輝政・福島正則・黒田長政・藤堂高虎らが馳せ集まった。一方で、三成に与する立場として宇喜多秀家・毛利輝元・上杉景勝・佐竹義宣・小西行長・長宗我部盛親らも大坂に結集し、両陣営はまさに一戦交える寸前にまで至った。
事態の収拾を図るため、生駒一正・堀尾吉晴・中村一氏らが斡旋にあたり、2月5日、家康と十人衆の他の9名との間で和解が成立。家康は、今後の政務運営において十人衆の合議による方針を遵守するとの誓約を交わし、十人連判による誓書を交換することで、いったんは事態が沈静化した。
なお、同日2月5日には、徳川家康ら五大老の連署により、小早川秀秋に筑前・筑後の旧領を再び知行させる旨の宛行状が出された。文面には「秀吉の遺命による」と記されていたが、これに伴い、三成が代官として管理していた領地は返還され、その任を解かれることとなった。

#### 七将襲撃事件
慶長4年（1599年）閏3月3日、五大老の一人・前田利家が大坂の屋敷にて死去した。三成は利家の容態悪化に際して屋敷に詰め、看病に努めていたという。
その同日夕刻、三成が前田屋敷から退去するのを待ち受けて、加藤清正・黒田長政・細川忠興・池田輝政・藤堂高虎・福島正則・浅野幸長ら七名の武断派諸将が、三成の殺害を企てて出動するに至った。後世、この一件は「七将襲撃事件」と称されている。
これら七名の多くは徳川家康と姻戚関係にあり、たとえば加藤清正・黒田長政・池田輝政はいずれも家康の娘婿であり、福島正則の嫡子も家康の養女を娶っていた。また浅野幸長は、文禄4年（1595年）の秀次事件に際し、家康の取りなしを受けた恩義があったとされる。
なお、家康の侍医・板坂卜斎による記録『慶長記』では、池田輝政の代わりに脇坂安治、藤堂高虎の代わりに加藤嘉明が名を連ねており、史料によって一部異同が見られる。
三成は後年、この襲撃計画の首謀者として細川忠興の名を挙げており、忠興が事件直前に徳川家康より豊後国内に6万石を加増されていた点を重視している。

#### 襲撃計画の察知と脱出
襲撃の計画をいち早く察知したのは、かつて三成に恩義を受けていた桑島治右衛門であった。治右衛門はすぐさま三成のもとへ駆けつけてこれを密告し、三成は前田屋敷を脱出して一旦自邸に退避した。
当日は大雨で、加藤清正と黒田長政の両勢だけでも3,000人の鉄砲隊が集結していたと伝わる。
この危機の報を受けて、伏見に滞在していた佐竹義宣はただちに重臣の東義久および親族の相馬義胤を大坂へ派遣し、自身も大坂へと急行した。義宣は輿に乗せた三成を自ら警護して伏見城下の石田屋敷まで送り届けており、武断派の襲撃計画に対する強い危機感と、三成への信義がうかがえる。
なお、七将襲撃事件の際、「三成が敵である家康に助けを求め、単身で家康の向島の屋敷に入り難を逃れた」とする説があるが、これらの典拠となっている資料は明治期以降の『日本戦史・関原役』などで、江戸期の一次史料に三成が家康屋敷に赴いたことを示すものはない。

#### 隠居決定と佐和山への帰還
伏見城に退避した三成は、五奉行の前田玄以・増田長盛と協議を重ね、情勢の打開に向けた対応を模索していた。このとき三成は、小西行長・寺沢広高を使者として毛利輝元のもとへ派遣し、援軍を合戦を辞さない覚悟で要請した。輝元は七将が大坂城の立ち入りを止め、出入りを支配していることから、武力報復措置を控え、調停の糸口を探る姿勢を示した。
慶長4年（1599年）閏3月9日、伏見城を包囲した七将が三成を攻めようとしたので、輝元は安国寺恵瓊を徳川家康のもとへ遣わし、「戦闘回避」の意向を伝達。家康もこれに同意し、中村一氏らを伏見城に派遣して三成・玄以・長盛と協議を行った（『看羊録』『多聞院日記』）。
協議の結果、七将が武装を解除して包囲を解くことと引き換えに、三成の政務退任と佐和山での隠居が決定された。また、嫡子・石田重家は大坂城に出仕して豊臣秀頼に仕えることとされた。なお、七将は増田長盛の処分も求めていたが、これは家康の内意により見送られた。
毛利輝元はこのときの三成は非常に挫折した様子（「治部、ことの他、折れたる…」）だと書状で伝えており、三成が安国寺恵瓊に宛てた書状を読んだ輝元は涙を流したと語っている。
慶長4年（1599年）閏3月10日、三成は伏見城を退去し、佐和山城へと帰還した。
この際、家康は三成の安全を懸念し、次男・結城秀康および堀尾吉晴に護衛を命じたとされる。三成は道中、近江・瀬田にて家臣団の出迎えを受け、秀康の護衛に対して感謝の意を表し、その謝礼として自ら帯刀していた名刀・正宗（現・石田正宗）を贈ったと伝えられている（詳細は「佩刀」の節を参照）。また、この件に関して、三成の嫡子・重家が家康のもとを訪れて謝意を述べたとされる。

#### 家康の伏見城入城と大坂城滞在の経緯
三成が政務を退いて佐和山城へ帰還した直後の慶長4年（1599年）閏3月13日、徳川家康は伏見城内に居を移した。本来、伏見城の留守居は秀吉の遺命により、前田玄以と長束正家の二人に委ねられていたが、この時期、細川忠興が堀尾吉晴と協議し、浅野長政・前田玄以・宇喜多秀家・毛利輝元らの同意を得て、家康の入城を実現させた。一説には、堀尾が前田玄以のもとから伏見城の鍵を受け取り、家康に手渡したとする記録もある。
その後、同年9月7日、家康は9月9日の重陽の節句を大坂城で祝う予定のため、大坂へと赴いた。このとき家康は城外にある三成の旧邸に宿泊していたが、増田長盛と長束正家が密かに訪れ、「城中で家康を暗殺する計画がある」として、その首謀者として前田利長の名を挙げたとされる。
計画の内容としては、家康を出迎える浅野長政が挨拶の際に家康の手を取り、その隙に土方雄久（前田利長の従兄弟）および大野治長（秀頼・淀殿の側近）が家康を刺殺する、というものであった（『慶長記』）。この密告を受けた家康は、伏見より兵を召集して周辺の警備を強化し、9月9日に予定通り登城して豊臣秀頼および淀殿に謁し、無事に下城した。
ただし、警戒を解かなかった家康は、引き続き大坂に滞在することを決意した。当初は大坂城内にある三成の兄・石田正澄の邸に移ったが、防御に難があるとの判断から、北政所の許可を得て、西の丸へ移動。9月27日にはこの西の丸に移り、のちにここに天守を築いて「第二の本丸」として整備した。以後、家康は西の丸から政務を執ることとなり、大坂城内における影響力を次第に強めていった。
慶長4年（1599年）11月には家康暗殺計画への関与を疑われた前田利長が、父・利家から引き継いでいた大老の地位を事実上失い、浅野長政も奉行職を解かれ領国の甲斐国に蟄居となる。これによって五大老五奉行は四大老三奉行となり、以降、豊臣政権内部の主導権は家康が握る。

### 関ヶ原の戦い

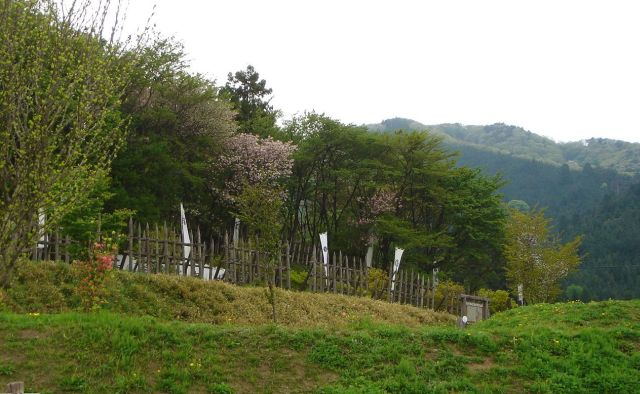
笹尾山の石田三成陣跡（岐阜県不破郡関ケ原町）

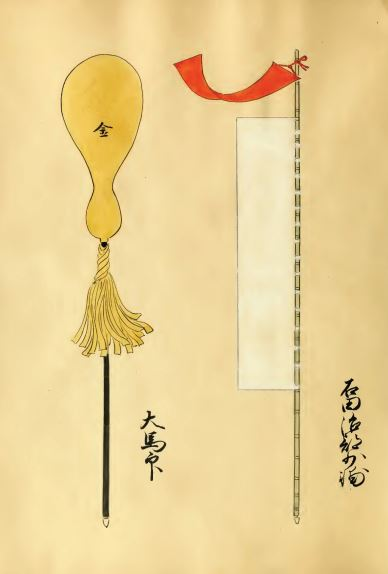
石田三成の馬印と旗印

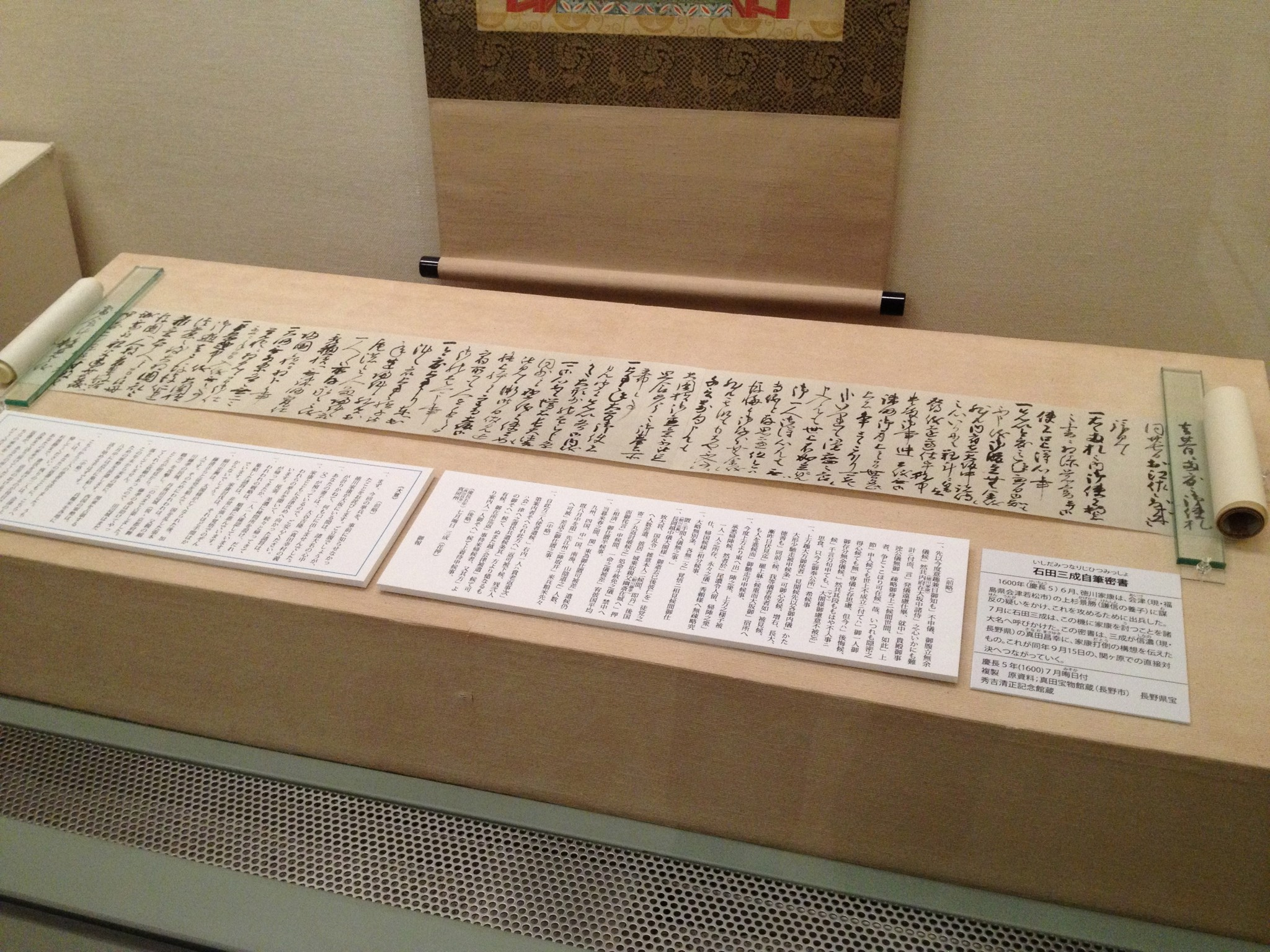
石田三成自筆密書の複製（秀吉清正記念館所蔵）。関ヶ原の戦いの直前、1600年7月に三成から真田昌幸に、家康を共に討つよう呼びかける内容。

#### 三成の挙兵と西軍の結成
慶長5年（1600年）6月16日、徳川家康は上杉景勝の会津への上洛拒否と軍備増強を問題視し、会津征伐を開始した。 これにより、家康は大坂を発ち、東国へ向かった。
家康の出陣後、7月15日には毛利輝元が安国寺恵瓊および前田玄以、増田長盛、長束正家の三奉行からの要請を受けて大坂に到着し、17日には大坂城西の丸に入城した。 これにより、輝元は西軍の総大将として擁立されることとなった。
同日、三奉行連署による徳川家康の専横を糾弾する13か条の弾劾状「内府ちがいの条々」が作成され、諸大名に送付された。 この文書は、家康の行動が豊臣秀吉の遺命に反するものであるとし、家康に対する非難と西軍への参加を呼びかける内容であった。
この動きに呼応して、大坂には毛利輝元、宇喜多秀家、小早川秀秋、吉川広家、毛利秀包、島津義弘、島津豊久、伊東祐兵、長宗我部盛親、小西行長、増田長盛、長束正家、安国寺恵瓊、脇坂安治、立花宗茂らが集結し、西軍が形成された。 彼らの多くは関西を中心とする大名であり、総勢は約9万3,700人とされる。
なお、当時蟄居中であった石田三成の名は「内府ちがいの条々」には記されていないが、実質的には三成が中心となって西軍の結成を主導したと考えられている。
この西軍の結成に関して三成がどのような役割を果たしたのかについては、研究者によって評価が分かれる。従来の説は単独で決起した三成が諸大名を引き込んだとするものであるが、挙兵に到るまでの三成の詳細な動向は一次史料では不明であり、また三成を西軍結成の首謀者とする史料は江戸時代成立の二次史料が多い点が指摘されている。また、家康が会津征伐に向かう際に、三成に対して佐和山城を宿所として借りようとして拒絶されたとして、これを挙兵と関連づける考えもあるが、単に家康に会津征伐を再考させるためのものであった可能性が高い。
『常山紀談』には三成が挙兵にあたって、大谷吉継を味方に引き入れるため佐和山に招いたときの逸話が載せられている。ただし『常山紀談』は明和7年（1770年）成立の逸話集であり、史実である確証はない。
また上杉家の家老・直江兼続らと連携して事前に挙兵の計画を練っていたとする説があるが、これも江戸時代成立の逸話集などに登場する説であり、一次史料による裏付けはない。七月晦日付真田昌幸宛三成書状には「三成からの使者を昌幸の方から確かな警護を付けて、沼田越に会津へ送り届けて欲しい」(真田宝物館所蔵文書)と記されており、西軍決起後の七月晦日の段階においても、上杉家との確かな交信経路を持ち合わせていなかった点から、上杉側と三成の具体的な謀議や提携はなかったとする考察がある。
反対に会津征伐が開始される前に挙兵する必要があったとする説もある。会津征伐が家康の勝利で終わった場合、その論功行賞は上杉家の所領を全て没収しても十分とは言えず、豊臣家の蔵入地を分配することになる（家康は豊臣政権の大老として征伐を命じているため）。その場合、家康は自分の所領には手を付けずに諸大名と主従関係を編成し、反対に豊臣家（秀頼）は蔵入地を喪うことで政権の財政基盤が解体されるために「豊臣政権の自然消滅」は避けられなくなったとしている。三成は奉行の1人として財政運営に関わっていたためにこの構図に気付き、会津征伐の阻止に迫られたと結論づけている。また、この考察は、上杉家との共謀を否定すると共に家康に追従してきた増田・長束・前田の三奉行が突然西軍に加担することになった要因（三成による説得材料）になったとも推測されている。
決起した西軍は7月18日、家康家臣・鳥居元忠の守る伏見城を包囲。8月1日に城は陥落する（伏見城の戦い）。8月に入って伊勢国に侵攻した西軍は伊賀上野城、安濃津城、松坂城などを落とすが東軍の西上の動きを知って美濃方面へと転進。こうして東西両軍は関ヶ原で相まみえることになる。
通説では当初はやや西軍優勢で進み、黒田長政、細川忠興、加藤嘉明ら数倍の敵を一手に引き受けたとされているが、小早川秀秋、脇坂安治らの裏切りによって西軍は総崩れとなったとされている。しかし、東西どちらの陣営につくか迷った秀秋の陣に家康が鉄砲を打ち込んだため意を決した秀秋が西軍に襲いかかったとする経緯は、江戸時代成立の二次史料に記されているものであり、合戦後すぐに作成された9月17日付の石川康通、彦坂元正による連署書状には秀秋が開戦直後に裏切ったと記されている。

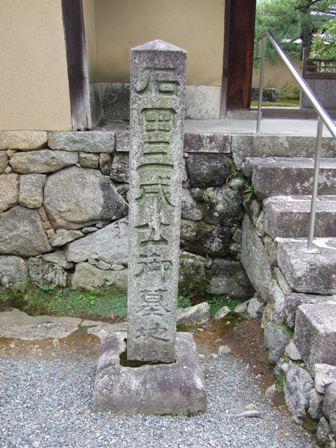
大徳寺三玄院前の石田三成墓所石碑

戦いに敗れた三成は、伊吹山の東にある相川山を越えて春日村に逃れた。その後、春日村から新穂峠を迂回して姉川に出た三成は、曲谷を出て七廻り峠から草野谷に入った。そして、小谷山の谷口から高時川の上流に出て古橋に逃れた。しかし9月21日、家康の命令を受けて三成を捜索していた田中吉政の追捕隊に捕縛された。
一方、9月18日に東軍の攻撃を受けて三成の居城・佐和山城は落城し、三成の父・正継、兄・正澄を含む石田一族の多くは自刃した。9月22日、大津城に護送されて城の門前で生き曝しにされ、その後、家康と会見した。9月27日、大坂に護送され、9月28日には小西行長、安国寺恵瓊らとともに大坂・堺を罪人として引き回された。9月29日、京都に護送され、奥平信昌（京都所司代）の監視下に置かれた。
10月1日、家康の命により六条河原で斬首された。享年41。辞世は「筑摩江や 芦間に灯す かがり火と　ともに消えゆく 我が身なりけり」。首は三条河原に晒された後、生前親交のあった春屋宗園、沢庵宗彭に引き取られ、京都大徳寺の三玄院に葬られた。

## 政策と実務

### 奉行としての立場と影響力
三成は、豊臣政権下で秀吉直属の五奉行の一人として、さまざまな政策や実務に関わった。なかでも、各地での検地、地方大名との外交交渉、大名家内部の問題への調停など、現場に赴いて行う業務において、秀吉の側近としての存在感を発揮していった。
こうした活動を通じて、三成の政治的な影響力は、豊臣政権の統一事業が本格化する中で次第に高まっていったと考えられている。その存在感を示すものとして、三成に関する他大名らの証言がいくつか残されている。
- 毛利輝元：「彼仁、当時、肝心の人にて、なかなか申すに及ばず。大かた心得にて候[134]」[注釈 9]と述べており、これは現代語に訳すと「彼（石田三成）は当時、非常に重要な人物であった。とても軽々しく話せるような相手ではない。おおよそ心得て接するべき存在である（＝とても気を遣う相手だ）」となる。三成に対する緊張感ある評価がにじんでいる。
- 島津義弘：「江州佐和山の城主・石田治部少輔、太閤公の股肱の臣として、その勢威、比肩の人なし」[注釈 10]と述べており、これは現代語に訳すと「近江国佐和山の城主・石田治部少輔（三成）は、太閤（秀吉）のもっとも信頼された腹心のひとりであり、その勢いと権威は他に並ぶ者がいなかった」という意味であり、三成の影響力がいかに大きかったかがうかがえる。

また、奉行職は単に命令を伝えるだけの役職ではなく、大名の要望に応じて実際に調整を行い、場合によっては秀吉の判断さえ変更させることもあった。三成は、特に毛利家や島津家との交渉においてその役割を担い、後に関ヶ原の戦いでの連携にもつながっていく。
ただし、政策の大枠はあくまで秀吉の意志によって決められ、奉行の仕事は他の奉行との協調によって進められていた。三成一人が特別な権限を持っていたわけではない。たとえば、東国大名に対する影響力では浅野長政は秀次事件で失脚するまで三成を上回っており、また朝廷や寺社との交渉には前田玄以が主にあたっていたとされる。
五奉行による連署文書においても、署名順は前田玄以 → 浅野長政 → 増田長盛・石田三成 → 長束正家となっており、三成の奉行内での序列は3番手または4番手だったとみられる。
その一方で、秀吉の死が近づくと、奉行衆と家康・五大老の間で交わされた起請文などにより、奉行の権限は形式的には強化された。これは、家康の台頭を抑え、政権を現体制で維持するための措置だったとされる。しかしこの構造こそが、秀吉没後の政権内対立を生み出し、関ヶ原の戦いという政権を揺るがす大きな対立へと発展することになる。

### 主な政策・実務

#### 太閤検地
三成は、豊臣政権下で実施された「太閤検地」において中心的な役割を果たした。太閤検地とは、豊臣秀吉によって全国的に実施された土地調査であり、天正12年（1584年）頃より本格的に開始された。三成は近江国蒲生郡今在家村（現在の滋賀県東近江市）の検地帳に「石田左吉（三成）」の名で検地奉行の一人として記録されており、初期の段階から関与していたことが確認されている。
その後も三成は、美濃、奥羽、越後、薩摩・大隅・日向、常陸・磐城、下野、尾張など、広範囲に及ぶ地域の検地に従事した。検地に際しては、以下のような全国共通の基準が導入された：
- 6尺3寸（約191cm）を1間、30歩で1畝、10畝で1反、10反で1町とする面積の統一
- 田畑の地力を「上・中・下・下々」の四等級に分類
- 京枡を用い、等級ごとに1反あたりの標準収穫高（石盛）を設定

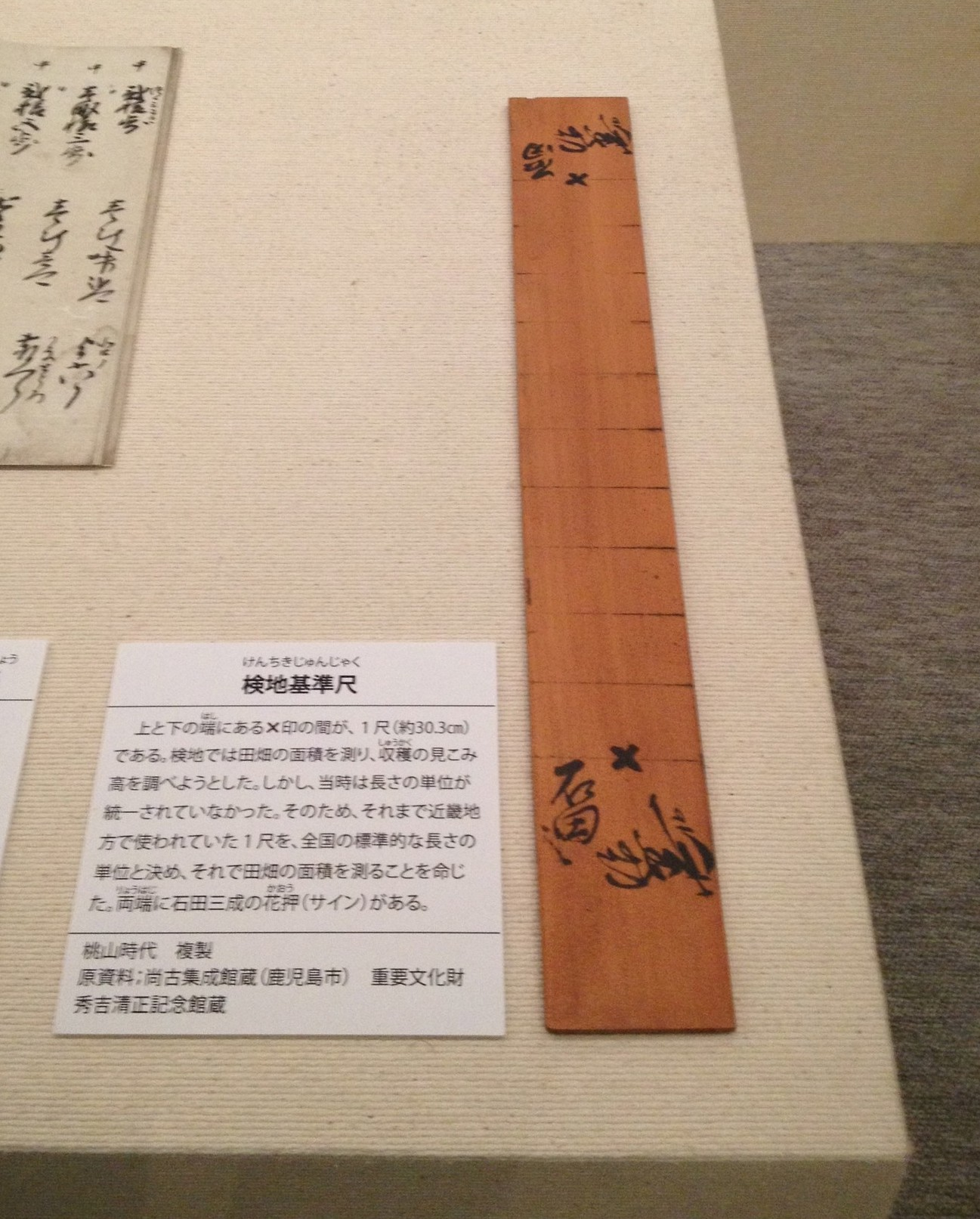
豊臣政権下の検地で使われた尺（複製、秀吉清正記念館蔵）。両端に三成の花押がある。

これらにより、地域ごとに異なっていた測量・評価方法が統一され、近世における土地支配の基盤が整えられていった。
三成は検地の円滑かつ公正な実施のため、多数の検地役人を起用し、彼らに対して「地主から物や金を受け取らないこと」「百姓をいじめたり威張ったりしないこと」「私怨に基づく不正な検地をしないこと」「担当区域の作業は怠らず迅速かつ丁寧に行うこと」といった誓約を課した。
さらに文禄3年（1594年）7月16日には検地役人に向けた11ヵ条の注意書を出し、以下のような配慮を指示している：
- 港・山・川など特殊な生業に従事する者への柔軟な年貢対応
- 綿や漆で生計を立てる者は現物納を許可
- 樹木には課税せず、竹林は毎年十分の一のみ伐採し、その九割を納めさせる
- 鉄の採掘に対する年貢は過重にならぬよう配慮
- 寺社や武士屋敷も原則検地対象としつつ、庄屋屋敷は除外する

これらの方針は、単なる土地調査にとどまらず、生業の多様性や住民の生活にも配慮した包括的な政策であり、三成の高い行政能力と公平性を示すものとされる。これらの施策は、江戸時代に継承される土地制度の基盤を形成した点でも歴史的意義が大きい。

#### 九州征伐における兵糧・弾薬の補給管理
天正15年（1587年）の九州征伐では、豊臣秀吉の本隊約10万、豊臣秀長の別動隊約15万、総勢25万と馬2万頭にも及ぶ大軍が動員されたが、兵糧や弾薬の補給が滞りなく行われたことは、当時の戦史上きわめて異例の事例であった。この補給管理を担当したのが三成・大谷吉継・長束正家であり、その優れた実務能力が存分に発揮されたとされる。

#### 博多の町の再興
天正15年（1587年）の九州平定ののち、かつて貿易港として栄えていた博多の町は、大友氏と龍造寺氏の戦によって兵火にかかり、荒廃していた。これを憂慮した豊臣秀吉は博多の再興を命じ（『甫庵太閤記』）、三成をはじめ長束正家・小西行長・滝川三郎兵衛・山崎志摩守らを復興奉行に任じた。奉行たちは博多の町域を十町四方に区画し、碁盤目状に街路を整備して町割を行った。 さらに、かつて博多に存在した問屋や座などの既得権益を一切廃止し、誰もが自由に商売できる「自由都市」とする方針を打ち出した。また、地子（地代）や諸役（税）を免除し、借金帳消し令（徳政令）の適用も除外するなど、市民に有利な特例を設けて住民の還住を促した。この「徳政令の適用除外」は、一見すると救済措置を排除するように見えるが、むしろ博多の商人にとっては安定した商取引が保証される重要な方針であった。将来的な帳消しリスクを排除することで、商人たちの経済的信頼を取り戻し、町の復興と活性化を後押ししたと考えられている。加えて、武士が町内に居住することを禁じ、商人・職人による町人中心の自治都市としての復興を目指した。これらの政策により、商人たちは徐々に博多に戻り、町は再び活気を取り戻したとされる。

#### 忍城水攻めと実際の指揮構造
三成の忍城攻めは、天正18年（1590年）に豊臣秀吉の小田原征伐の一環として行われた。秀吉は大軍をもって北条氏の本拠・小田原城を包囲する一方で、関東各地に点在する北条方の支城を別働隊により攻略させた。三成は別働隊の主将であった浅野長政の小田原召還と入れ替わる形で、別働隊の主将として佐竹義宣・多賀谷重経・宇都宮国綱ら約3万の兵を率いて忍城へ出陣した。三成の自前の軍勢は1500人ほどであったため、その20倍にも及ぶ兵力を預けられたことは、当時31歳であった三成に対する秀吉の信頼と抜擢の大きさを示すものとされている。大谷吉継もこれに従軍し、のちには真田昌幸も加わった。そして、忍城（現在の埼玉県行田市）には、同年6月5日以降に到着したと推定されている。三成は丸墓山古墳の頂上に陣を張った。丸墓山古墳は周囲を一望できる地形であり、三成はここから堤防の築造状況や水位の変化、忍城の様子を俯瞰して指揮を執ったとされる。
『関八州古戦録』（1726年成立）等の後世の軍記物には、「忍城主・成田氏長はこの時小田原にいたが、城代・成田長親らを中心に3000人余りが立て篭もり三成を迎え撃った。忍城は周りを沼・池に囲まれた要害であり、城方の兵糧の備蓄も十分であることを理由に、三成が水攻めを発案し堤防を築いたが、豪雨による増水で堤防が決壊し作戦が失敗に終わった」と記されており、この逸話は三成の戦下手の証左とされてきた。
しかし、天正18年（1590年）7月3日付の浅野長政宛の秀吉朱印状には、忍城に対する水攻めは秀吉自身の指示によるものであることが明記されており、また作戦の実行にあたっては浅野長政や木村重茲の指示を仰ぐなど、三成はあくまで現地における指揮・実務を担った立場であったとされている。
さらに、同年6月13日付で三成が浅野長政に宛てた書状には、水攻めのみに固執するのではなく、より積極的な攻城戦の必要性を主張しており、三成自身が水攻めに否定的であった姿勢も読み取れる。
また、同年6月12日付の秀吉朱印状には、堤防工事に関する細かな指示が記されるとともに、「別奉行は送らない、忍城はお前に任せる」と明言されており、秀吉が三成に対して高い信頼を寄せていたことがうかがえる。
城を水没させる堤の築造は、6月7日から始まり、同13日には総延長約28キロメートルにも及ぶ堤（石田堤）が完成した。この工事をわずか7日間で成し遂げたことは、三成の現場統率力および実務能力の高さを如実に物語るものである。そして利根川の水を利用した水攻めが始まった。ところが予想に反して本丸が沈まず、まるで浮いているかの様に見えたことから「忍の浮き城」と呼ばれた
。
なお、三成が設計した堤防によって本丸が水没せずに残された点については、堤の高さや水位を調整した結果であることから、三成が城内の全滅を避け、あえて本丸を水没させないよう意図的に配慮した可能性も指摘されている。この見方に立てば、水攻めは単なる制圧ではなく、無益な殺生を避けつつ降伏を促す心理的圧力として機能していたとも考えられる。
6月18日には、降り続いた豪雨の影響で本丸まで水没しそうになったが、これを防ぐため、城下忍口を守っていた本庄泰展は、配下の脇本利助、坂本兵衛らを堤防破壊に向かわせた。2人は夜半に城を抜け出し、堤防を2箇所破壊、これにより大雨で溜まりに溜まった水が一気に溢れ出し、豊臣軍に甚大な被害を与えた。約270人が溺死し、周囲は泥沼化して馬の蹄さえ立たない状況となった。この決壊は堤の脆弱さによるものではなく、忍城側の工作による意図的な破壊であったと伝えられている。
忍城の開城には想定以上の時間を要したが、その背景には堤防決壊によって周辺が泥沼化し、攻城戦が著しく困難となったことがあったと考えられている。7月初旬には浅野長政らが、7月6日頃からは上杉景勝や前田利家らも攻城戦に加わったが、城はなおも落ちなかった。北条氏政・氏照兄弟が自刃し、小田原城が開城された7月11日以後も抵抗を続け、最終的に開城に至ったのは7月16日であった。なお攻城戦終盤や戦後処理では三成ではなく、浅野長政が主導的な役割を果たしていくことになる。
この水攻めについては、秀吉による権威の誇示、すなわち新参諸将や占領地である関東の民衆に対し、その圧倒的な物量と支配力を見せつける政治的パフォーマンスであったとの見解も存在する。堤防や水路の構築という大規模な土木工事は、軍事目的とともに、豊臣政権の威光を誇示する象徴的な意味合いを持っていたとされる。
また、三成とともに忍城攻めに参加した諸将のその後の動向は、三成との関係性をよく示しており、水攻めの実相を考察する上でも重要な手がかりとなっている。以下のように、彼らはいずれも関ヶ原の戦いにおいて西軍に加わるか、それに近い立場を取っている。
- 大谷吉継：以後も三成と行動を共にし、関ヶ原の戦いでは西軍に参加して討死している。
- 真田昌幸：関ヶ原では西軍に属し、信州で孤塁を守る。戦後は高野山へ配流された。
- 多賀谷重経：関ヶ原では上杉景勝に与し西軍として参戦。戦後に改易となった。
- 佐竹義宣：「治部なくしては生きる甲斐がない」と語ったと伝わるほど三成に心を寄せ、「七将襲撃事件」の際も三成を助けた。関ヶ原では西軍寄りの中立を貫いたが、戦後、常陸国54万石から出羽国久保田20万石へ大幅に減封された。

これらの武将たちが水攻めの現場において三成とともにあったという事実は、のちに彼らが示した忠誠や親交の深さを裏付けるものであり、水攻めの戦略に対する彼らの評価や立場もまた、後年の三成像を考察する上で重要な視点となっている。

#### 宿場の人夫供出に関する規定
三成は、佐和山城下の宿場における住民保護にも努めた。佐和山は、京都や江戸、北陸方面へ向かう交通の要所に位置しており、これらの宿場では諸大名の通行に際して人夫や食糧を過剰に供出させられる事態が頻発していた。これにより百姓や町人の生活は困窮し、地域に深刻な負担を与えていた。こうした状況を受け、三成は人夫や物資の供出に制限を設ける規定を制定した。具体的には、「一日あたり人夫5人、馬草は2頭分、米ぬかは2斗（約36リットル）、野菜は16人分まで」とし、それ以上の提供を免除する内容であった。このように、住民側の負担軽減を図る法令を出した大名は当時としては極めて稀であり、三成の庶民に対する配慮の深さを示すものとされている。

#### 人質政策と三成の立場
関ヶ原の戦いの際、会津征伐に従軍していた諸大名の妻子を人質に取ろうとしたが、細川忠興の妻・玉子に自害され、加藤清正、黒田長政らの一部大名妻子の逃亡を許すなど策は不完全なものとなった。また、この処置が結果的に東軍諸大名の敵対心を煽ったとする評価もある。しかし大名妻子に対する人質策は秀吉生存時の天正年間後期より政権の政策として用意されてきたものであって、三成個人の発案ではない。また三成は慶長5年9月12日付増田長盛宛三成書状（『愛知県史資料編13』1019号文書）において大坂における人質の扱いが寛大であることに不満を漏らすとともに、人質を安芸国宮島に移すことを提案しており、人質の処遇について一方的に命令できる立場ではなかったようである。

## 人物像と逸話

JR長浜駅前にある三献の茶の場面を表した「秀吉公と石田三成公 出逢いの像」。

石田三成には数多くの逸話が残されており、彼の人物像や評価形成に大きな影響を与えている。これらの多くは江戸時代以降に成立した軍記物や随筆などの二次史料に基づくものであり、史実とは異なる伝承も含まれている点には注意が必要である。特に江戸幕府成立後は、三成が徳川家康に敵対した立場であることから、奸臣的に描かれる例も多い。一方で、近代以降の実証史学の進展により、こうした評価の見直しも進められている。

### 人柄・信念

#### 三杯の茶（三献茶）
近江国のある寺院に、鷹狩りの帰りにのどの渇きを覚えた秀吉が立ち寄り、寺小姓に茶を所望した際、寺小姓は最初に大きめの茶碗にぬるめの茶を、次に一杯目よりやや小さい茶碗にやや熱めの茶を、最後に小振りの茶碗に熱い茶を出した。まずぬるめの茶で喉の渇きを鎮めさせ、後の熱い茶を充分味わわせようとする寺小姓の細やかな心遣いに感服した秀吉は彼を家臣とした。それがのちの石田三成である、という逸話がある。これが俗に「三杯の茶（三献茶）」と呼ばれる逸話である。この寺院については、伊吹山の観音寺（滋賀県米原市）という説と伊香郡古橋村（滋賀県長浜市木之本町）の法華寺三珠院もしくは飯福寺とされている。前者は石田家の本拠であった石田村に近く三成も庇護を与えていたこと、後者は三成の母方の岩田家の本拠である杉野村に近く何よりも関ヶ原の合戦で敗れた三成が落ち延びた地であることから、いずれも三成と縁が深かったと考えられる。ただし、この逸話が載せられている史料が江戸時代のもの（正徳6年（1716年）成立の『武将感状記』など）であること、また三成の息子が記した寿聖院『霊牌日鑑』では三成が秀吉に仕えたのは18歳の時に姫路においてと記されていることなどから、後世の創作であるとする説がある。

#### 季節外れの桃に対する献上の断り
ある年の10月、毛利輝元から豊臣秀吉への贈り物として、季節外れの桃が届けられた。これを受け取った三成は、毛利家の重臣を呼び寄せてこう伝えた。「たしかに立派な桃ですが、今の時期には珍しいゆえに、もし体に合わず公（秀吉）が体調を崩されたら一大事です。それでは、毛利家の名誉にもかかわります。どうか季節にふさわしいものを改めて献上ください。」この判断に「もっともだ。こうした冷静な配慮こそが、三成が秀吉に信頼される理由だ」と評価する声がある一方、「秀吉の権勢を笠に着た高慢な振る舞いだ」と受け取る人もいたという（小早川能久『翁物語』）。

#### 島左近との密議における「平穏」の重視
関ヶ原の戦いが近づく中、石田家の重臣・島左近は密議の場で三成に対し、「もし豊臣家のために立ち上がるつもりであったのなら、もっと早く決断すべきでした。今は好機を逃し、家康に味方する者も多い。この状況では、強引に動くよりも、敵対していた諸大名とも関係を修復して、時機をうかがうべきです」と進言した。 しかし三成は、「目先の成功よりも、戦の後にいかに世を平穏にするかが大切だ」としてこの意見を退けた。  その後、三成が席を外した際、家臣の樫原彦右衛門が左近に「あなたの意見がもっともだ。松永久秀や明智光秀は悪人ではあったが、決断力と行動力は人並み外れていた」と語った。  やがて家康は、左近の動きを探るため、同じ大和国出身の柳生宗矩を密かに使者として送り込む。宗矩と天下の行方について語る中で、左近はふとこの密議を思い出し、「今は松永や光秀のような決断力を持つ者もおらず、何も起こらないでしょう」と語ったという（『常山紀談』）。

#### 増田長盛との密談と100万石を辞退した逸話
関ヶ原の戦いの直前、三成は増田長盛と密談した。三成は「五畿内の浪人を集めて兵力とし、家康に決戦を挑もう」と述べ、長盛は「いや、時節を待とう」と言った。すると三成は苦笑いし、「生前の太閤殿下は貴殿と拙者に100万石を与えると言われたが、我々は分不相応ですと断った。思えばあのとき、100万石を受けていれば今になって兵力の心配などする必要もないのに」と述べて長盛のもとを去ったという（多賀谷英珍『遺老物語』）。

### 教養

#### 禅の実践と母・父を弔う寺院 ── 三玄院・瑞岳寺・壽聖院の建立と寄進

##### 三玄院
- 三成は、豊臣政権下の武将の中でも特に禅の教えに深い理解を持っていた人物であり、山城国大徳寺（臨済宗大徳寺派）の高僧・円鑑国師（春屋宗園）のもとをたびたび訪ねて参禅し、その教えを受けていた。こうした深い信仰のあらわれとして、天正14年（1586年）、三成は浅野幸長・森忠政とともに浄財を喜捨し、大徳寺境内に国師のための塔頭「三玄院」を建立したとされる。三玄院の表門には、三成邸宅の門が移築されたと伝わっており、三成にとって三玄院がいかに重要な場所であったかがうかがえる。現在の三玄院は明治時代に再建されたもので、当時の建物は現存していないが、三成の禅への傾倒を今に伝える貴重な遺構となっている[22]。
  - 三成の刑死の後、円鑑国師はその師檀関係に基づき、三成の遺体を大徳寺三玄院の境内に埋葬し、自ら墓碑を建てて香華を手向け、懇ろに弔った。さらに石田正澄・主水正・右近ら石田家に関わる人々のためにも塔影を建立したとされる[156]。

##### 瑞岳寺
- また、三成は文禄3年（1594年）に母の葬儀を三玄院で営み、さらに慶長4年（1599年）には、母の菩提を弔うために佐和山に「瑞岳寺」を建立し、円鑑国師を迎えて開山とした。落慶供養の際には、円鑑国師が弟子の董甫紹仲、江月宗玩、沢庵宗彭を伴って佐和山を訪れている。供養後、円鑑国師と江月宗玩は大徳寺へ戻ったが、董甫紹仲は瑞岳寺の住職として同寺に留まり、沢庵宗彭も佐和山に滞在したと伝えられている。江月は泉州堺の茶人・津田宗及の子であり、宗及と親しかった三成とは自然と親交を結んでいたとされる。三成は、所蔵していた豊臣秀吉の肖像や母の肖像に、円鑑国師による賛を請うなど、禅の師として深く信頼を寄せていた[157][158]。

##### 壽聖院
- また、三成が深く尊敬していた禅僧に、妙心寺の高僧・伯蒲恵稜がいる。伯蒲は当時、学徳に優れた人物として知られており、三成は父・石田正継の菩提を弔うため、伯蒲に依頼して妙心寺境内に「壽聖院」を建立[159]。慶長4年（1599年）に堂舎が竣工した。今では僅かに昔の面影をどどめるにすぎないが、壽聖院には、三成が寄進したと伝わる狩野永徳筆の屏風や、伯蒲が文禄3年（1594年）に賛を記した石田正継の寿像が今も伝わっている。関ヶ原の戦後、三成の長男・石田重家が大坂城を脱出し、壽聖院の伯蒲を頼って身を寄せたのも、三成と伯蒲の深い関係性を物語っている[160]。

##### 高野山の経蔵
- 高野山は当時、仏教の聖地として非常に大きな勢力を有しており、大名たちをも凌ぐ影響力を持っていた。豊臣秀吉は当初、高野山が自らの命に従わないことに憤り、攻撃を検討していたとされる。しかし、三成は仏を敬い、平和を重んじる立場からこれを憂慮し、高野山の木食上人と交渉を行った。その上で秀吉に対して巧みにとりなしを行い、高野山攻撃を回避させたと伝わっている。これを契機に、三成と木食上人の間には親しい関係が築かれ、三成は母の菩提を弔うために高野山奥の院に一切経（仏教経典の全集）を寄進し、それを入れる経蔵を建立した。文禄5年（1596年）正月にこの経蔵は火災に見舞われたが、三成の尽力により速やかに再建され、朝鮮出兵の際に持ち帰った高麗版の大蔵経を納めたという。また、三成は自らの死後の安寧を祈念し、奥の院の経蔵近くに自らの墓所も設けていたと伝わっている[161][162]。

#### 和歌
- 九州征伐の途中、豊臣秀吉ら一行は広島県の厳島神社を参拝し、境内の水精寺で和歌の会を開いた。この際、三成は「春ごとの頃しもたえぬ山桜 よも霧島の心ちこそすれ」と詠んだとされる（『芸藩通志』）[163]。三成が詠んだこの和歌は、春に咲く山桜の変わらぬ美しさを霧島の神秘的な情景になぞらえたものと解釈されることがある。
- また、滋賀県彦根市にある龍潭寺には、三成の遺詠と伝わる和歌が寺宝として伝えられている。龍潭寺は、関ヶ原の戦い後に井伊直政が、井伊氏の先祖の地である遠州井伊谷（現在の静岡県浜松市）から移建した寺で、もとは佐和山城の構内の敷地であったとされる。境内には、佐和山城門の古材を用いて建てられた茶室「果然室」が残されており、ほかにも佐和山城の瓦や梵鐘とともに、三成の遺詠「丹尺（たんじゃく）」が寺宝として伝わっている。その和歌は以下の通りである。「散残る 紅葉は殊に いとほしき 秋の名残は こればかりとぞ」この和歌は、秋の終わりに散り残った紅葉への哀惜の情を詠んだものとされ、過ぎ去った季節を惜しむなかに、わずかに残された美しさへの慈しみを込めた一首である。詠まれた時期は不明だが、彼の繊細な感受性と教養を象徴する和歌とされている[164]。
- 三成は、当時の代表的な儒学者であり、詩文や和歌にも通じていた藤原惺窩を深く尊敬していた。慶長4年（1599年）、三成は惺窩を佐和山に招き、その学問と教養を直接学ぼうとしたが、日程や情勢の都合がつかず、面会は実現しなかった。結局、関ヶ原の戦いが起こる直前となり、そのまま交流の機会は失われたと伝えられている[165]。

#### 茶の湯
- 天正15年（1587年）正月、堺にいた神屋宗湛のもとへ、大坂の津田宗及から急報が届き、豊臣秀吉が大坂城内で大茶の湯会を催し、その席に宗湛を招くことになったと伝えられた。宗湛は直ちに大坂へ向かい、宗及が滞在していた三成の邸を訪れた。三成は宗湛を奥の間に招いてもてなし、翌日、宗湛を案内して大坂城へ赴き、三成一人で茶の湯の飾り付けを行った（『宗湛日記』）[166]。
- 慶長3年（1598年）11月23日、三成は博多の倉本の書院で茶会を催し、神屋宗湛や、九州に下向していた毛利秀元らを招いた。この際の茶道具は、釜が「右小細く端落」、蓋が青銅、茶碗が白の高麗もの、水指が「唐の面桶引切」であった。三成は二度、茶を点てた後、夜咄（よばなし）を行ったとされる（『宗湛日記』）[167]。

#### 源平盛衰記
- 慶長2年（1597年）、三成は神竜院の僧・梵舜に『源平盛衰記』の書写を依頼しており、この書物が三成の愛読書であったと考えられている。関ヶ原の戦いに敗れ、伊吹山の山中へと落ち延びた際、三成の脳裏には、石橋山の戦いに敗れて朽木の中に身を潜めた源頼朝の姿が重なっていたのではないかとされる。『源平盛衰記』には、敗戦後に頼朝が家臣たちに「戦とは勝つこともあれば負けることもある。一度の敗北で命を捨てるのではなく、生き延びて大義を成し遂げることこそ兵法にかなう」と語ったと記されている。三成が敗走してなお再起を目指した姿勢は、この頼朝の言葉から深い影響を受けていた可能性がある。また、捕縛後に本多正純が「自害もせずに捕らえられるとは」と暗に非難した際、三成が「汝は軍略を露ほども知らぬ。大将の道を語っても耳には入らぬであろう」と厳しく言い返したという逸話も、この背景と結びつけて語られている[168]。

## 対人関係

### 軍事・政務における主要大名との交友

#### 大谷吉継との交友関係と関ヶ原前の密談
- 三成と大谷吉継の深い友情を示す逸話として、次のような話が広く知られている。あるとき、豊臣秀吉が開いた茶会において、茶碗を一口ずつ飲み回す形式で茶がふるまわれた。らい病を患っていた吉継は、顔から落ちた膿が茶に混じってしまったため、口にせずにそのまま茶碗を回した。以降の諸大名は誰も茶に口をつけずに回していったが、三成だけはためらわずに茶を飲み干したという。この出来事をきっかけに、二人の間には強い信頼関係が結ばれたとされる。しかしこの逸話は、典拠が明確でないことに注意を要する。歴史学者の本郷和人によれば、この話が江戸時代の記録にさかのぼることは確認されておらず、明治44年（1911年）にジャーナリスト福本日南が記した『英雄論』では、三成ではなく秀吉が茶を飲んだという異なる形で紹介されている。本郷は「これがぼくが知っているものとしては一番古い」としており、逸話の成立時期や信憑性については議論の余地がある[169]。
- また、吉継が徳川家康の会津征伐に従軍しようとしていた慶長5年（1600年）7月2日、三成は吉継を佐和山城に招いて密談を行った。三成は「上杉景勝が家康に対して挙兵した以上、豊臣家のためにこれを支援すべきである」として、打倒家康に向けた決起の意思を語った。このとき吉継はすでに病を患い、視力を失いかけていた。彼は家康と景勝の間を調停する可能性も考慮し、三成に対し挙兵の成功が困難であることや、戦いの得失を冷静に説き、翻意を促した。しかし三成の決意は固く、吉継に対しても豊臣家のために力を貸してほしいと強く求めた。吉継は佐和山に数日間滞在しながら深く熟慮したが、容易に結論を出すことはできなかった。7日に佐和山を去って垂井へ向かい、さらに家臣の平塚為広を三成のもとに遣わして再度の忠告を試みたものの、三成の意志は揺るがなかった。吉継は旧友を見捨てて東軍に与することを友情の上から忍びがたく思い悩み、ついに意を決して11日に佐和山へ戻り、三成と行動を共にする覚悟を固めたという。三成は吉継の決断を大いに喜び、それ以降、吉継は三成の主要な相談相手となり、挙兵に向けた画策が本格化していったとされる（『常山紀談』）[170]。

#### 上杉景勝・直江兼続との関係
- 三成は、豊臣政権初期より上杉家と深い関係を築いていた。天正11年（1583年）の賤ヶ岳の戦いで柴田勝家が滅亡した直後、三成は秀吉の命を受けて、上杉家の重臣である直江兼続と狩野秀治に書状を送り、秀吉との提携を求めた。これに応じて上杉景勝は大石綱元を派遣し、三成を通じて秀吉に戦勝の祝意を伝えるとともに、和睦の意を表した。兼続はこのとき、三成の斡旋に対する謝礼として馬一匹と白布五十端を贈っている。その後も三成は秀吉と上杉家との間の調整役を務め、天正14年（1586年）に景勝が上洛する際には、三成自らが金沢まで出迎えている。このような関係を通じて、三成と上杉家との間には早くから親密な信頼関係が築かれたとされ、関ヶ原の戦いにおいても、三成が上杉景勝・直江兼続と結んで挙兵した背景には、こうした長年の絆があったと考えられている[12]。
- 慶長3年（1598年）11月、秀吉は上杉景勝に対して、会津・米沢九十二万石に旧領の佐渡・庄内を加えた総計百二十万石への加増および転封を命じた。この領地替えは、岩出山に拠る伊達政宗や山形の最上義光の抑えとして景勝を東国に配する狙いがあったとされるが、上杉家にとっても豊臣政権にとっても大規模な異動であった。この転封の実行に際し、秀吉は三成を現地に派遣し、上杉家の執政・直江兼続と連携して事務処理を進めさせた。現地には、三成と兼続の連署による掟書（不法行為を禁ずる通達）が残されており、主人の異なる二人の名が並んで発せられた文書は、当時としては極めて珍しい例とされる。これは、両者が強い信頼関係のもとで緊密に協力していたことを示す史料上の証左とされている[171]。
- 慶長4年（1599年）8月、三成の次女・小石殿は、会津若松へ帰国する直江兼続に託され、上杉家に仕えていた岡重政に嫁いだ。重政はもとは蒲生氏郷の小姓であったが、のちに蒲生秀行に仕官し、蒲生騒動で秀行が改易された後、直江兼続の招きにより上杉家に転じた経歴を持つ。この縁談が成立した当時、三成は同年3月に発生した「七将襲撃事件」により五奉行を罷免され、佐和山城に蟄居していた。政権中枢から退いた不遇の中にあっても、三成は娘・小石殿の将来を案じ、深く信頼する直江兼続と上杉家に娘を託した。これは、娘の安寧を守るために選び取った縁談であったと考えられている。徳川家康が直江状を受けて会津征伐を決意する慶長5年（1600年）5月の直前にあたるこの時期、三成が西軍として挙兵する動機には、豊臣政権を守ろうとする信念と並び、上杉家や小石殿を守ろうとする切実な想いも含まれていたとされる[172]。

#### 島津義久・島津義弘との関係
- 三成は島津家との外交・調整役を務め、深い信頼関係を築いていた。天正15年（1587年）の九州平定後、島津義久は豊臣秀吉の命により上京の途についた。その道中、義久は筑前国・筥崎で催された秀吉の茶会に招かれ、ついで赤間ヶ関（現在の下関市）に到着した。このとき、三成はすでに赤間ヶ関城に滞在しており、義久の到着に際して出迎えを行い、また人質として薩摩から海路で先に到着していた義久の娘・亀寿と義久とを引き合わせた。義久の一行は高野山の木食上人を案内役とし、赤間ヶ関から瀬戸内海を舟で進み、7月10日に和泉国・堺へ到着した。堺の代官であった三成は、多くの小船を準備して義久の乗船を出迎え、丁重な接待にあたった。この上京を契機として、三成と島津氏の関係は急速に深まり、三成は島津家との間で外交・調整の役割を担っていくこととなる。天正16年（1588年）、三成のとりなしによって義久は大坂城で秀吉に謁見し、1万石の在京料を与えられた。滞京中、三成は細川幽斎とともに義久の支援役を務め、その帰国にも尽力した。幽斎が新納忠元に宛てた書簡では、「万事三成と相談しつつ、しかるべく取り計らっている」と記されており、三成が重要な調整役であったことがうかがえる[173]。
- また同年6月、義久の弟・島津義弘が上坂し秀吉に謁見した際にも、三成は義弘とたびたび会合を重ね、必要な調整にあたった。最終的に義久の帰国が許可され、質子であった亀寿の帰国も特例として認められた。当時の状況下では異例とも言える恩恵であり、三成の斡旋による功績は大きいとされる。この際、三成の父・石田正継も堺において代官を務めており、島津一行を手厚くもてなしたという。義久はこの恩義に報いるため、三成と幽斎に対し起請文を提出し、豊臣家への忠誠を誓うとともに、両名への感謝と今後の関係維持を強く願った。この文書には、「逆心の輩が現れても決して与せず」「不調法あらば幾度でも御指南を仰ぎたい」など、三成への深い信頼が表現されている[174]。
- その後も島津氏と三成の関係は良好に保たれ、慶長3年（1598年）には義久・三成の連署で、薩摩から大坂への米の輸送・販売や、台所方の物資調達・経理処理、領地の免目録の作成など、実務面における指示書が発給されている。これにより、三成は島津家の藩政においても重要な助言者・調整役として信頼を得ていたことが窺える[175]。

#### 真田家との関係
- 豊臣政権下において、三成は真田家、特に真田信之との間に親密な関係を築いていた。三成は真田家の取次を務めており、その関係は他の大名たちにも広く知られていたとされる。真田家に伝わる『真田家文書』には、三成からの書状が15通（奉公連名の書状を除く）現存している[176]。
- このうち2通は「吉光腰物箪笥」に、残る13通は「青貝御紋附御文庫」に収められており、「吉光腰物箪笥」の文書は、慶長5年（1600年）の関ヶ原の戦いに際して、西軍に属する決断をした真田昌幸への返書と、上杉景勝との連絡を依頼し、信濃の仕置を任せる内容で、昌幸・信之・真田幸村宛てに送られたものである。「青貝御紋附御文庫」に納められた信之宛ての13通は白桐箱に収められ、その数は徳川秀忠・徳川家光に次ぐとみられている。これらの文書は七印文書の2通に比して極めて私的な内容が多く、花押の押されていないものも複数含まれている。その内容は、三成が自らを飾ることなく、感情を素直に表し、謙虚な日常のやりとりが多く記されていることが特徴である。たとえば、織田秀信の湯治の世話を信之に依頼する書状や、進物のやりとり、京の屋敷を行き来して語り合う様子などが含まれている。こうした書状の存在は、信之の几帳面な性格をうかがわせるとともに、三成との交流が私的かつ親密なものであったことを示す一因とされている[176][177]。
- また、三成が信之に宛てた13通の書状の宛名には、官位「伊豆守」に基づく「眞田伊豆守殿」が多く見られる一方で、5通が「眞豆州（御報・人々御中）」宛、残る8通が「さいつ（さま・様・殿）」という独特な宛名で記されている。「さいつ」は「真田伊豆守」から苗字と官位の一部を略した形と見られ、苗字と官位を一部省略するのはこの時代珍しいことではないものの、真田家に現存する他の書状では「眞田伊豆守」の正式表記が主であるため、三成の手紙がより親しみを込めた関係性を感じさせる表現であると指摘されている[178]。

### その他の武将たちとの交友
- 三成は自身の書状で特に親しかった武将として小西行長と寺沢広高を挙げている。また、その他の史料からは、織田秀信や津軽為信、斎村政広と親密な交際を持っていたことが確認できる[179]。

### 文化人・知識人との交友

#### 是斎重鑑・海北友松との交友
- 慶長3年（1598年）、三成は小早川秀秋の旧領の代官として九州へ下向する際に、文人の是斎重鑑や画家の海北友松らを伴い、文化的な親交を深めながら旅を続けた。旅の途中である6月3日には、厳島神社に参詣し、平家納経を拝観。平清盛の自筆と伝わる筆跡に感銘を受けたという記録が残っている。さらに6月27日には九州の太宰府天満宮を訪れ、荒廃していた社殿の再建に尽力。社司の大鳥居信寛に命じて、社務所である安楽寺をはじめ、堂舎や回廊などの整備を行わせたとされる（是斎重鑑『九州下向記』）[93][94]。

## 最期と伝承

### 潜伏・捕縛に関する伝承

#### 古橋村での潜伏と与次郎太夫の義挙
関ヶ原の戦いで敗走した三成は、自身の領地である近江国の古橋村に身を潜めた。初めは三珠院を頼ったが、そのとき住職の善説より「何を所望か」と問われて「家康の首が欲しい」と答え、善説をあきれかつ恐れさせたとされる。その後、与次郎太夫という百姓の招きで、山中の岩窟に身を隠した。与次郎はこのとき徳川軍による咎めの責任を一身に引き受けるために妻を離縁し、刑死を覚悟で三成を介抱した。三成はこの義侠心に感じ入り、与次郎に咎めが及ばないよう、与次郎を説得して自分の居場所を徳川軍へ告げさせた。徳川軍を代表して三成の捜索にあたっていた田中吉政は、近辺の村々に対し、三成を生け捕りにした場合にはその村の年貢を永久に免除する、生け捕りにせず殺した場合にはその者に賞金百両を与える、逆に三成をかくまった場合には当事者のみならずその親族および村人全員にいたるまで処刑すると触れを出していたが、最終的には与次郎が三成の説得に従って自首したため、村は虐殺を免れている。捕縛された際の三成は、きこりのふりをして身にはぼろをまとい、兵糧米を少し持ち、破れ笠で顔を隠していたが、田中の兵でかつて三成の顔を知っている者がおり看破された（『田中系図』）。
- このとき、与次郎が死を覚悟で三成をかくまったのは、かつて古橋村が飢饉に襲われた際、三成が村人たちを救うために米百石を分け与えたことがあり、与次郎はそのことに深く恩義を感じていたためとされる。
- しかし他説では、三成が村人達に対し、「私がこのように逃れてきたのは、再び家康と一戦を交え、天下を統一する所存であるからだ。天下統一の暁には、古橋から湖（琵琶湖）までの間を大きな平野となし、道は全部石畳にする」と言い、村人達はこの言葉に惹かれて三成をかくまった。しかし、隣村の出身で与次郎太夫の養子であった者が裏切って徳川軍に密告したため三成は捕らえられたとする。これ以降、古橋村では他村から養子を取らない慣習ができたという。

### 処刑前後の対応と発言

#### 福島正則らに対する毅然とした応答
三成は関ヶ原の戦いの数日後に捕縛されて大津城でさらされた。このとき、福島正則が馬上から「汝は無益の乱を起こして、いまのその有様は何事であるか」と大声で叱咤した。三成は毅然として「武運拙くして汝を生捕ってこのようにすることができなかったのを残念に思う」と言い放った（『武功雑記』、寛文年間成立）。小早川秀秋に対しては「亡き太閤を裏切って恥ずかしくないのか」と罵り、黒田長政に同情させられると涙を流した。

#### 家康との面会と処刑直前の態度
家康は関ヶ原の戦いで敗れて捕縛された三成に面会した際、「このように戦に敗れることは、古今よくあることで少しも恥ではない」といった。三成が「天運によってこのようになったのだ。早々に首を刎ねよ」と応えると家康も「三成はさすがに大将の器量である。平宗盛などとは大いに異なる」と嘆じた。また家康は処刑前の三成、小西行長、安国寺恵瓊の3人が破れた衣服ままであることを聞き、「将たるものに恥辱を与える行為は自分の恥である。」として小袖を送り届けた。三成は小袖を見て「誰からのものか」と聞き、「江戸の上様（家康）からだ」と言われると、「それは誰だ」と聞き返した。「徳川殿だ」と言われると「なぜ徳川殿を尊ぶ必要があるのか」と礼もいわずに嘲笑った(『常山紀談』)。

### 死に臨む信念・人格の逸話

#### 干し柿を断った逸話と「命を大切にする」発言
三成が京都の町を引廻されている最中に水が飲みたくなったので、警護の者に伝えたところ、水がなかったので干し柿を差出された。三成は「痰の毒であるから食べない」と言って断った。「間もなく首を刎ねられる人が毒を断つのはおかしい」と笑われたが、三成は「そなた達小物には分からないだろうが、大義を思う者は、首をはねられる瞬間まで命を大事にするものだ、それは何とかして本望を達したいと思うから」であると答えた。（『明良洪範』享保以降成立）。なお、横浜一庵から柿100個が送られた際の礼状に「拙者好物御存知候（私の好物をよくご存知ですね）」と書いていることや、ほかにも三成への柿の贈答が記録されたことから、三成の好物が柿だったことは広く世間に知られており、柿の逸話とも関連がある可能性がある。

#### 板坂卜斎による佐和山城の記録
関ヶ原の戦いの後、佐和山城に入った徳川方の医師・板坂卜斎は、城内に金銀の蓄えがまったくなかったことを『慶長年中卜斎記』（寛永年間成立）に記している。これに関連して、慶長5年（1600年）9月12日付で三成が増田長盛に宛てた書状には、「金銀米銭を用いるべき時は今である」としたうえで、「自分の持つ限りをすべて投じ、人も召し抱えたため、現在は逼迫していることをご理解いただきたい」と述べている。これらの記録からは、三成が関ヶ原の戦いに際し、自らの財産や蓄えを惜しまず投じ、全力で臨んでいたことがうかがえる。

## 伝承と実証の検証

### 政治・軍事に関する伝承

#### 水口城入城伝承と史実の検証
天正13年（1585年）の年末、三成は近江国水口に4万石を与えられ、城主となったとする説がある。これは、賤ヶ岳の戦いで功を立てた「賤ヶ岳の七本槍」が4000〜6000石の加増であったのに対し、三成の異例の厚遇を示すものとされる。ただし、水口城については同年7月の時点で中村一氏が6万石で入封していたことが確認されており、その後も天正18年（1590年）には増田長盛、文禄4年（1595年）には長束正家が後任として領していることから、三成の水口城主説には異論もある。

#### 蔚山城の戦いと小早川秀秋に関する伝承
慶長3年（1598年）に行われた蔚山城の戦いでの小早川秀秋の行動が軽挙であるとして三成が秀吉に讒言した。そのため秀秋は越前国への転封を命じられるも徳川家康のとりなしによって免れたとする説がある。ただし出典は寛文12年（1672年）成立の『朝鮮物語』である。実際に小早川勢を率いて蔚山の戦いに参加したのは秀秋ではなく秀秋家臣の山口宗永であったうえに、越前転封を実現していることから史実とは考えられない。

### 人物関係に関する伝承

#### 黒田孝高との囲碁逸話の検証
『黒田家譜』（1688年成立）によると文禄の役のとき、石田三成・増田長盛・大谷吉継の三名が軍議のため黒田孝高と浅野長吉（長政）を訪ねたが、両名は囲碁に興じて三奉行と速やかに対面しようとしなかった。これを恨んだ三成が秀吉に讒言したため朝鮮より帰国した孝高は秀吉の怒りを買い疎んじられるようになった、というものである。しかし、文禄2年8月に秀吉が黒田長政に送った朱印状によれば、孝高が成敗直前にいたるほどの怒りを買ったことは事実であるものの、原因は讒言ではなく秀吉の許可を得ずに帰国した孝高自身にあったことが判明している。

#### 加藤清正に関する「地震加藤」説の再検証
文禄の役出陣中に三成らの讒言によって帰国蟄居を命じられた加藤清正が、慶長元年（1596年）閏7月に起きた慶長伏見地震の際、伏見城の秀吉のもとにいち早く駆け付け、これに感激した秀吉により処罰を解かれたとする、いわゆる「地震加藤」の逸話は、『清正記』『清正高麗陣覚書』といった江戸時代成立の清正記系諸本を出典としており、清正自身の記した書状を含め当時の一次史料にこれを裏付けるものはない。清正が地震後の7月15日に発給した書状に伏見の清正邸が建築中であったことと、京から胡麻を取り寄せるようにとの指示が記されていることから、地震発生時に清正は京にも伏見にもいなかったと考えられる。

#### 三成と淀殿・高台院を巡る諸説の検証
- 一般的に広まっている誤解に、三成は旧主（浅井氏）の姫である淀殿を崇拝していたというものがある。これは両者が近江出身ということからイメージされたものと推測されるが、三成の石田家は近江の土豪であり、京極氏に代々仕官していた国人である。間接して、浅井氏にも仕えていた（浅井氏が京極氏を保護していた）ことになるが、基本的に当時の浅井氏と京極氏は敵対関係にあったため（浅井氏は、京極氏への下剋上で当時、台頭していた）、淀殿は「仇敵の娘」ともいえる。
- また、豊臣秀頼が豊臣秀吉の実子ではなく三成が淀殿と密通して生ませた子であるという説がある。淀殿不行跡の史料的根拠である『萩藩閥閲録』において、その風聞があったのは秀吉の死後で、かつ相手も大野治長と記載があることおよびこの話の出典が江戸中期以降ということ、秀頼は文禄2年8月3日（1593年8月29日）生まれであり、前年の文禄元年6月から朝鮮半島に赴いていたことから三成が秀頼の父親であるとは考えにくい。
- その一方で白川亨は、三成が秀吉の正室である高台院と親密であり、逆に秀頼の母として政治に介入する淀殿とその側近を嫌っていたとする、それまでの通説とは正反対の説を唱えている。その論拠として白川は以下のことなどを挙げている（詳しくは高台院を参照）[194]。
  - 三成の三女・辰姫は高台院の養女となっている（『杉山家由緒書』『岡家由緒書』）。
  - 側近の東殿は大谷吉継の母である
  - 小西行長の母ワクサ（洗礼名：マグダレーナ）は（バテレン追放令が出されるまで）北政所の侍女であった。
  - 三成の家老島左近の娘ジョアンナ（小野木重勝の妻）も高台院に仕えていた。
  - 高台院の側近の筆頭である孝蔵主は三成の縁戚で、関ヶ原でも西軍のために大津城の開城交渉を行っている。
  - 淀殿の周辺に三成ら西軍派の縁者がいない
  - 西軍寄りとみられる行動を取っていて三成が加藤清正ら七将に襲撃された際、家康に三成の保護を依頼している（『言経卿記』）。
  - 甥である木下家の兄弟（小早川秀秋の兄弟）の多くが西軍として参加し領地を没収されている
  - 関ヶ原の戦い後、急遽宮中に逃げ込んでいる（『言経卿記』）。（このとき、裸足だったと『梵舜日記』（『舜旧記』）に記されており、非常に狼狽していたことが確認できる）
  - 　東軍諸将との関係が薄く、側近に東軍関係者が全くいない
  - 『梵舜日記』に高台院の大坂退去から関ヶ原の戦いの数年後まで高台院と正則らが面会したという記録がない。

## 外観と家系

### 家紋
定紋は定かではなく、「大一大万大吉」（）、または「大吉大一大万」が、足軽たちに貸し出していた甲冑の胴や石田三成画像の裃に描かれている。石田氏としては九曜紋や桔梗紋の使用がある。「大一大万大吉」紋は文字の配置や書体は不明であるが、鎌倉時代の武将、石田次郎為久（源義仲を射落とした武将）も使用しており、ほかには備後山内首藤氏も使用している。三成の家紋として九曜紋が取り上げられることもある。

### 佩刀

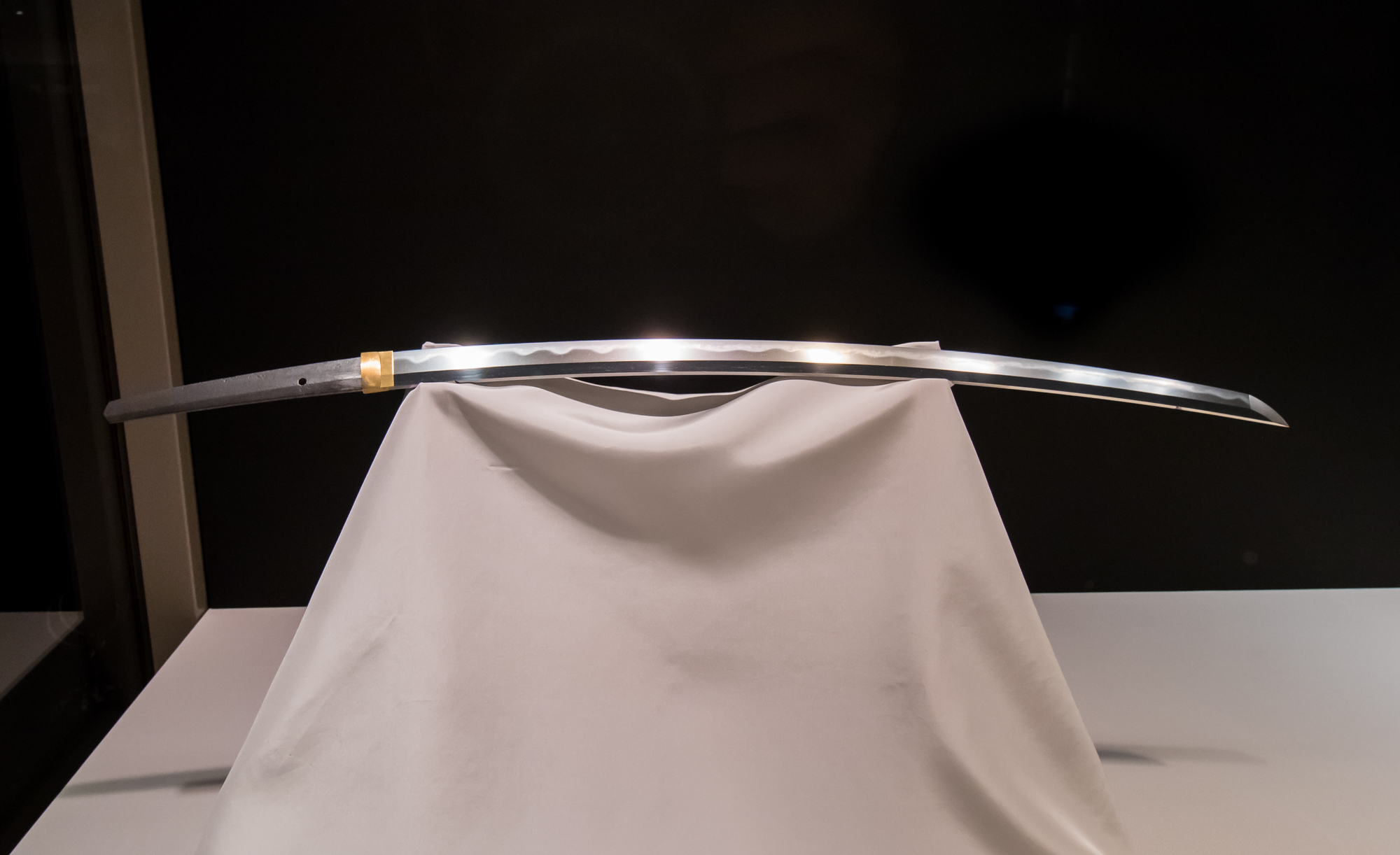
三成が佩用していたとされる「石田正宗」

前田利家の死後、加藤清正・福島正則らが三成を襲撃するという事件が起こり、家康の仲裁によって三成は奉行を辞し佐和山城に蟄居することになった（七将襲撃事件）。三成が佐和山城への護送役を務めた結城秀康に「無銘正宗」を贈ると、秀康はこれを喜び、「石田正宗」と名付けて終生大切にしたという。この「正宗」は三成が秀吉から拝領したものといわれるが、江戸時代の享保期に出版された書物『刀剣名物帳』では、毛利若狭守が所持していたものを宇喜多秀家が買い取り、三成に贈ったと記されている。
関ヶ原の戦いで田中吉政配下の田中吉忠（田中伝左衛門）と沢田少左衛門に捕縛されたとき、無銘の打刀と短刀を差していた。捕らえられる直前、三成は名誉ある死である切腹を田中伝左衛門に願ったが、伝左衛門はそれを無視して捕縛、三成は士の道に背くと憤って伝左衛門を呪っている（『石卵余史』）。打刀（備後貝三原正真作）の方は徳川家に没収された後、家康からの恩賞として吉政を介して捕縛の実行者である伝左衛門の手に渡り、のちに「さゝのつゆ」の号を与えられた（『甲子夜話』巻之九十一）。一方、三成は吉政父子には非常に手厚く扱われ、その礼として自ら愛用する短刀の方を贈呈した。このときに贈ったのは名物「切刃貞宗」だという伝説が有名だが、『寛政重修諸家譜』によると実際は手掻包永の短刀で、吉政本人ではなく、長男の田中吉次に手渡したらしい。

### 肖像画
少なくとも3種類から4種類程度確認されているが、ここでは特に、三成自身（と伝えられる）の頭蓋骨から復顔した肖像画を取り上げる。
関ヶ原の戦いから約300余年を経た明治40年（1907年）、時事新報社と実業家・朝吹英二の呼びかけで、東京帝国大学の渡辺世祐が三成の伝記執筆のために、大徳寺三玄院にある三成のものと思しき墓を発掘した。このとき発見されたのは頭蓋骨や大腿骨、上腕骨など一体分の骨が揃っていた。京都帝国大学解剖学教室の足立文太郎が遺骨を鑑定調査し、1943年に清野謙次が調査を引き継ぎ、損傷が激しい頭蓋骨を丹念に接合・復元し、遺骨の正確な記録・写真・計測表・透視図を作成し鑑定文を執筆した。調査の結果は「優男の骨格・頭形は木槌型・反っ歯・没年41歳相当」で、このとき頭蓋骨の石膏模型が作られた。なお、三成の遺骨は当初の場所と位置を変えて、再び三玄院に埋葬された。
下って昭和51年（1976年）、末裔の一人である石田多加幸（写真家）からの依頼を受け、東京科学警察研究所元主任技官・長安周一が先の鑑定調査を元に石膏復顔を行った。さらにそれを元に関西医科大学の石田哲郎の指導の下、昭和55年（1980年）3月、日本画家・前田幹雄の手によって石膏の復顔肖像画が制作された。この肖像画は4幅制作され、現在、大阪城天守閣、長浜城歴史博物館、大徳寺三玄院、石田家に所蔵されている。
同時に身長の推測も行い、156cmと試算された。小柄であるとされていた石田三成であるが、当時の男子の平均身長は160cm程度であり、骨格から考えると取り立てて小柄であったとは言いにくい。ちなみに家康は159cmと計算されている。

### 名前の読みと表記
石田三成の名の読みについては、江戸時代成立の『甲子夜話』などに「かずしげ」とする説があるが、自筆の仮名消息が現存しないため確定はできない。若年期の署名として「三也」と記されたものが存在し、初名であるとする説や、「成」と「也」を併用していたとする説もある。関ヶ原後に三成から一字を与えられた相馬三胤が「蜜胤」に改名していることなどから、現在では「みつなり」と読むのが妥当とされている。

### 系譜

#### 出自と姓の由来
石田氏は平姓または藤原姓を称していたが、その出自には諸説がある。一説には、北面武士であった下毛野朝臣の系統とされ、また別説では、三浦氏の一流である蘆名氏の支流・石田氏に連なるともいわれている。後者は、相模国大住郡糟屋庄石田郷（現在の神奈川県伊勢原市石田）に住んでいた石田為久（または為重）を祖とする説である。
なお、三成の生まれた石田村は、かつて「石田郷」とも呼ばれていた地域であり、郷名を苗字とする在地土豪の家系であった可能性も指摘されている。

#### 兄弟
- 石田弥治郎 - 一説に三成の長兄で石田正継の長男といわれる。
- 石田正澄
- 石田三成
- 女（福原長堯室）

#### 子女
3男3女もしくは2男5女がいたとされる。三成本人は家康の命により死罪となったものの、子孫には比較的寛容であったことは特徴的である。
- 長男：石田重家 - 関ヶ原の戦い後、徳川家康に助命され出家。父・三成と親交が深かった春屋宗園の弟子となり、宗亨と名乗って104歳（または103歳）の天寿を全うした。宗亨に帰依した弟子に祖心尼がおり、祖心尼は宗亨の甥にあたる岡吉右衛門に娘おたあを嫁がせている（以下、次女・小石殿の項参照）。また、重家の子直重[205]は松平忠直の庇護をうけ[要出典]、国替えで越後高田藩に入封した際に随伴。[要出典]妙高市（妙高高原一）の新田開発を命ぜられ、以降、当地に定住した。

また重家の直系子孫を名乗る石田秀雄によると3代目の直重(重家の子)の代に越後高田松平家に仕官したがその次の代からは庄屋になり現在まで男系で繋いでいるというが、それを示す史料は戦争で燃えたという。
- 次男：石田重成 - 関ヶ原の戦い後、津軽信建の助力で畿内を脱出。若狭国小浜に逃れた後、津軽氏にかくまわれ、杉山源吾を名乗る。のちに弘前藩家老職となり、子孫は津軽家臣として数家に分かれた。
- 長女：某 - 名は定かではないが、生前は吹殿と呼ばれていたという説がある。石田家臣の山田勝重（隼人正）に嫁ぐ。山田勝重の叔母は家康の側室・茶阿局で、その縁から石田家没落後は妻（三成の娘）を連れ松平忠輝に2万5,000石にて仕えた。忠輝改易後、山田勝重は妻の妹・辰姫の縁で津軽藩から捨扶持として150石を賜り、草山と号して江戸で余生を送った。次男・富岡武兵衛、三男・山田彦兵衛が津軽藩に登用され、子孫は津軽藩士となり城代や側用人などを務めた。
- 次女：小石殿 - 蒲生家の家臣岡重政（岡半兵衛）室。重政が蒲生家の御家騒動に関与し（藩主・蒲生忠郷の母・振姫（家康の三女）の勘気に触れ）、幕府により江戸に呼び出されて切腹処分になると会津を離れる。のちに若狭国へ移り住み、小浜で没したと伝わる。子の岡吉右衛門の娘は徳川家光の側室・お振の方（自証院）（三成の曾孫にあたる）となり、家光の長女・千代姫を産んだ。尾張徳川家に嫁いだ千代姫の血筋は第7代藩主・徳川宗春まで続き、さらに女系（千代姫の孫徳川吉通の娘三千君）を通じ二条家、九条家を経て貞明皇后、そして現在の皇室などに三成の血を伝えている（系譜　石田三成 - 小石殿 - 岡吉右衛門 - 自証院 - 霊仙院（千代姫） - 徳川綱誠 - 徳川吉通 - 三千君 - 二条宗基 - 二条治孝 - 九条尚忠 - 九条道孝 - 貞明皇后 - 昭和天皇）。また、吉右衛門の子孫は千代姫の縁で尾張藩士となった。
- 三女：辰姫 - 高台院養女。弘前藩第2代藩主・津軽信枚の正室、のちに満天姫（家康養女）降嫁により側室に降格したが、産んだ子は第3代藩主（津軽信義）となった。さらに女系を通じ雅楽頭酒井家などに三成の血を伝えている。
- 三男：佐吉 - 佐和山城が東軍に包囲された際、徳川家の旧臣で三成の兄・石田正澄に仕えていた津田清幽が開城交渉を行っていた最中に、豊臣家家臣で援軍に来ていた長谷川守知が裏切り小早川秀秋、田中吉政の兵を引き入れたため、正澄や父の正継らが自刃する悲劇が起こった。違約に怒った清幽が家康に迫って生き残った佐吉らの助命を承知させた。佐吉は父・三成と親交の深かった木食応其の弟子となって出家し、清幽の忠義への感謝から法名を清幽と名乗った。

上記の3男3女は全て正室の皎月院の所生だが、このほかに側室との間に数人の庶子がいたとの伝承がその子孫に伝わっている。いずれも史実としての確認はできない。写真家・石田多加幸の家には庄屋となった備中石田氏の祖である、三成の次男八郎(三成の三男は佐吉ではなく八郎とする説も)の子孫という伝承がある（杉山重成の家に伝わる系図に該当する子孫はないため、重家と重成の間に生まれた側室所生の次男の子孫と推測することもできる）。『石田三成の末裔として育った』（近代文藝社）を書いた澁谷理恵子の家には、三成の末子の姫が、大坂の陣後、乳母に抱かれて越後高田へ落ち延びたのが祖先だとの口伝が残っている。

### 家臣
- 島清興（左近）
- 蒲生頼郷
- 前野忠康（舞兵庫）
- 蒲生郷舎
- 大音新介
- 渡辺勘兵衛（渡辺了とは別人）
- 津田清幽（兄・正澄の家臣）
- 山田上野介
- 山田隼人正
- 小幡信世
- 塩野清助
- 内海重次

- 大山伯耆
- 森九兵衛
- 高野越中
- 谷村政盛（九郎太夫）
- 牧野成里
- 宇多頼忠
- 宇多頼重
- 宇多頼次
- 蒲生将監
- 杉江勘兵衛
- 平塚久賀
- 大場土佐
- 蒲生大炊助
- 大橋掃部

- 小倉作左衛門
- 蒲生大膳
- 田丸中務少輔
- 北川忠信（平左衛門）
- 土田桃雲
- 八十島助左衛門
- 島信勝（左近清興の長男）
- 柏原彦右衛門
- 浅香庄次郎
- 雑賀内膳（鈴木重朝と同一人物とする説あり）
- 磯野行尚
- 芳賀高武

### 偏諱を与えた人物
- 小出三尹（和泉陶器藩初代藩主）
- 相馬三胤（のちの相馬利胤、陸奥相馬中村藩初代藩主）
- 松野三正（のちの松野重元。）
- 多賀谷三経（常陸下妻城主多賀谷重経の子。のち結城秀康の家臣）

## 関連作品

### 文学・コミック作品
小説
- 『石田三成』、続編『篝火』（尾崎士郎）
- 『関ヶ原』（司馬遼太郎）
- 『巨いなる企て』（堺屋太一）
- 『石田三成 「義」に生きた智将の生涯』（徳永真一郎）
- 『石田三成』（童門冬二）
- 『家康誅殺始末記』（笹沢左保）
- 『乱世光芒 小説・石田三成』（嶋津義忠）
- 『悲将 石田三成』（加野厚志）
- 『石田三成 ソクチョンサムスン』（荒山徹）
- 『石田三成』（江宮隆之）
- 『捕縛 石田三成の無念と執念』（加藤嶺夫）
- 『三成の不思議なる条々』（岩井三四二）
- 「孤狼なり」（『決戦！関ヶ原』収録、 葉室麟）
- 『石田三成の青春』（松本匡代）
- 『治部の礎』（吉川永青）
- 『石田三成 家康を驚愕させた西軍の組織者』（相川司）
- 『実伝 石田三成』（火坂雅志編）
- 『佐和山軍記』（舘明）
- 『八本目の槍』（今村翔吾）
- 「四杯目の茶」（『戦国武将伝 西日本編』収録、今村翔吾）
- 『五葉のまつり』（2024年、今村翔吾）

漫画
- 『戦国人物伝 石田三成』（2010年、漫画：やまざきまこと、原作：すぎたとおる、企画：加来耕三）
- 『三成さんは京都を許さない』（2017年、さかなこうじ）
- 『学研まんが 日本の伝記 石田三成』（2019年、漫画：木原飛鳥、原作：田中顕）
- 『ミツナリズム』（2020年、鈴木コイチ）
- 『石田三成の妻は大変』（2024年、重野なおき）

### 映像・音楽・舞台作品
テレビアニメ
- 『学園BASARA』（2009年、カプコン、声：関智一）
- 『戦国BASARA』（劇場版、Judge End）（2011年、カプコン、声：関智一）
- 『戦国無双』（2015年、コーエーテクモゲームス、声：竹本英史）
- 『妖怪軍師ウィスベェ（妖怪ウォッチのコーナー）』（レベルファイブ）

ゲーム
- 『戦国無双シリーズ』（2、3、4、〜真田丸〜）（2006年、コーエーテクモゲームス、声：竹本英史）- 『戦国無双3』のキャラクター人気投票で1位を獲得し[207]、『戦国無双』10周年記念として実施された『戦国無双4』のキャラクター人気投票でも1位となった[208]。
- 『無双OROCHIシリーズ』（1、2、3）（2007年、コーエーテクモゲームス、声：竹本英史）
- 『采配のゆくえ』（2008年、コーエーテクモゲームス）
- 『戦国BASARAシリーズ』（3、4）（2010年、カプコン、声：関智一）
- 『仁王』（2017年、コーエーテクモゲームス、声：櫻井孝宏）
- 『無双☆スターズ』（2017年、コーエーテクモゲームス、声：竹本英史）
- 『遙かなる時空の中で7』（2020年、コーエーテクモゲームス、声：平川大輔）
- 『無双アビス』（2025年、コーエーテクモゲームス、声：竹本英史）

映画
- 『のぼうの城』（2012年、演：上地雄輔）
- 『関ヶ原』（2017年、演：岡田准一）

テレビドラマ
- 『太閤記』（1965年、大河ドラマ、演：石坂浩二）
- 『戦国太平記 真田幸村』（1966年、TBS、演：神山繁）
- 『春の坂道』（1971年、大河ドラマ、演：中村敦夫）
- 『黄金の日日』（1978年、大河ドラマ、演：近藤正臣）
- 『おんな太閤記』（1981年、大河ドラマ、演：宅間伸）
- 『関ヶ原』（1981年、TBS、演：加藤剛）
- 『徳川家康』（1983年、大河ドラマ、演：鹿賀丈史）
- 『独眼竜政宗』（1987年、大河ドラマ、演：奥田瑛二）
- 『春日局』（1989年、大河ドラマ、演：伊武雅刀）
- 『秀吉』（1996年、大河ドラマ、演：真田広之）
- 『葵 徳川三代』（2000年、大河ドラマ、演：江守徹）
- 『利家とまつ』（2002年、大河ドラマ、演：原田龍二）
- 『功名が辻』（2006年、大河ドラマ、演：中村橋之助）
- 『天地人』（2009年、大河ドラマ、演：小栗旬）
- 『江〜姫たちの戦国』（2011年、大河ドラマ、演：萩原聖人）
- 『軍師官兵衞』（2014年、大河ドラマ、演：田中圭）
- 『真田丸』（2016年、大河ドラマ、演：山本耕史）
- 『どうする家康』（2023年、大河ドラマ、演：中村七之助）
- 『家康と三成のスマホ』（2023年、NHK、演：柄本時生）
- 『豊臣兄弟！』（2026年、大河ドラマ、演：松本怜生）

楽曲
- 『夢のあと〜石田三成』（1973年、歌：三田明、作詞：千家和也、作曲：冬木透。コンピレーション・アルバム「戦国の武将」（規格品番：SJX-155）収録）
- 『道、分かつとも』（2010年、歌：竹本英史・杉田智和、作詞：森由里子、作曲：鈴木盛広、「戦国無双３ 閃 烈歌奥義」収録、石田三成・加藤清正イメージ曲）
- 『仰ぎて天に愧じず』（2010年、歌：竹本英史・草尾毅・高塚正也、作詞：森由里子、作曲：ARCHIBOLD、「戦国無双３ 閃 烈歌奥義」収録、石田三成・真田幸村・直江兼続イメージ曲）
- 『狭霧之彼方』（2010年、歌：竹本英史・山田真一、作詞：森由里子、作・編曲：増田武史、「戦国無双3 飛 翔歌奥義」収録、石田三成・島左近イメージ曲）
- 『夢陽炎』（2010年、歌：さくらゆき、作詞：遠野ゆき、作曲：あきつ、石田三成・大谷吉継イメージ曲）
- 『天晴!』（2011年、歌：竹本英史・草尾毅・高塚正也、作詞：森由里子、作曲：河田真央、「戦国無双3Z 天 轟歌奥義」収録、石田三成・真田幸村・直江兼続イメージ曲）
- 『夢のあとさき』（2014年、歌：さくらゆき、作詞：小栗さくら、作曲：真鍋貴之）
- 『在りし日よ常しえに』（2015年、歌：竹本英史、作詞：宮原康平、作曲：堀内ユウ、編曲：原田ナオ、「戦国無双キャラクターソング其ノ二」収録）
- 『物申す』（2015年、歌：竹本英史、作詞：森由里子、作・編曲：渡辺和紀、「戦国無双ヴォーカル・ベスト２」収録）
- 『草枕之夢』（2015年、歌：竹本英史・草尾毅・高塚正也、作詞：森由里子、作・編曲：佐々倉有吾、「戦国無双ヴォーカル・ベスト２」収録、石田三成・真田幸村・直江兼続イメージ曲）
- 『一騎当千』（2015年、歌：竹本英史・草尾毅・檜山修之・松風雅也、作詞：森由里子、作・編曲：あおい吉勇、「戦国無双ヴォーカル・ベスト２」収録、石田三成・真田幸村・伊達政宗・藤堂高虎イメージ曲）
- 『一期一会でよろしく！』（2015年、歌：竹本英史・山田真一、作詞：森由里子、作・編曲：渡辺未来、「戦国無双ヴォーカル・ベスト２」収録、石田三成・島左近イメージ曲）
- 『万世之絆』（2015年、歌：竹本英史・草尾毅・高塚正也、作詞：森由里子、作・編曲：ARCHIBOLD、「戦国無双ヴォーカル・ベスト２」収録、石田三成・真田幸村・直江兼続イメージ曲）
- 『戦国ロボ「逆転評価 石田三成」』（2021年、歌：カンケ、作詞：土屋亮一、作曲：カンケ）

ドラマCD
- 『二筋の道』（2009年、声：竹本英史・杉田智和・石川英郎・山田真一・藤本たかひろ、「戦国無双３ 光華繚演」収録、石田三成・加藤清正・豊臣秀吉・島左近・福島正則イメージドラマ）
- 『おねね様と三人の子飼い』（2011年、声：竹本英史・山崎和佳奈・杉田智和・藤本たかひろ、「戦国無双ばらえてぃCD」収録、石田三成・ねね・加藤清正・福島正則イメージドラマ）
- 『アイドル戦国時代 <<石田三成編>>』（2015年、声：竹本英史・山田真一、「戦国無双キャラクターソング其ノ二」収録、石田三成・島左近イメージドラマ）

舞台
- 『美しき生涯 －石田三成 永遠（とわ）の愛と義－』（2011年、宝塚歌劇・宙組公演、演：大空祐飛）
- 『舞台「戦国無双」関ヶ原の章』（2015年、コーエーテクモゲームス、会場：シアター1010、演：植田圭輔）
- 『舞台「戦国無双」四国遠征の章』（2016年、コーエーテクモゲームス、会場：AiiA 2.5theater Tokyo、演：植田圭輔）

### その他の表現・イベント
イベント
- 『戦国無双 声優奥義2010 秋 』（2010年、コーエーテクモゲームス、会場：渋谷C.C.Lemonホール、声：竹本英史）
- 『戦国無双 声優奥義2011 秋 』（2011年、コーエーテクモゲームス、会場：パシフィコ横浜、声：竹本英史）
- 『戦国無双 声優奥義2012 秋 』（2012年、コーエーテクモゲームス、会場：中野サンプラザ、声：竹本英史）
- 『戦国無双 声優奥義2014 春 〜祝宴、十年の祭〜』（2014年、コーエーテクモゲームス、会場：パシフィコ横浜、声：竹本英史）
- 『戦国無双 声優奥義2016 〜真田・夏の陣〜』（2016年、コーエーテクモゲームス、会場：パシフィコ横浜、声：竹本英史）
- 『無双フェスティバル 2019 』（2019年、コーエーテクモゲームス、会場：市川市文化会館、声：竹本英史）

マスコットキャラクター
- いしだみつにゃん - 滋賀県彦根市の花しょうぶ通り商店街のマスコットキャラクター
- 三成くん[209] - 滋賀県長浜市の観光PRキャラクター

## 江戸時代の評価と再評価
江戸時代、三成は徳川家に敵対した人物として否定的に語られることが多かったが、一方で忠義を貫いた人物として評価する意見も存在した。
『大日本史』の編纂を主導した水戸藩主・徳川光圀は、その言行録とされる『桃源遺事』において次のように記している。
「石田治部少輔三成は、にくかざるもの也。人それぞれの主の為にすと云ふ義にて、心を立て事を行ふもの、かたきなりとてにくむべからず。君臣ともによく心得べきことなり。」
（意訳：石田三成を憎んではならない。それぞれが自らの主君のために義を立て、心を尽くして行動するのは、たとえ敵であっても憎むべきではない。これは君主も家臣も共によく心得るべきことである。）
光圀は徳川家の立場にありながら、家康に敵対した三成を義を貫いた人物として理解し、忠臣の鑑（かがみ）とする評価を与えている。

## 現代の湖東地域と三成
江戸時代以降、石田三成に対する評価は時代や立場によりさまざまであったが、現代の滋賀県では三成の知行地であった湖東地域（長浜市・米原市・彦根市など）を中心に、観光客誘致や地域振興のため顕彰活動が行われている。
近年では、長浜市・米原市・彦根市の飲食店などが三成をテーマに考案した「三成めし」を提供しているほか、三成およびゆかりの地について研修を受け、試験に合格した認定ドライバーによる「三成タクシー」の運行も行われている。
2019年11月には「三成マンホール」が長浜市・米原市・彦根市の三成ゆかりの地7ヶ所に設置された。設置場所は、長浜市「石田町」「大通寺前」「本之本町古墳」、米原市「観音寺前」「成苔堤院前」、彦根市「JR彦根駅東口歩道」「佐和山城跡麓（佐和山史跡公園駐車場）」である。
さらに2023年2月には、関ヶ原町長、彦根市長、長浜市長、米原市長がNHK放送センターを訪問し、三成の生涯を主人公とする大河ドラマ制作を要望する署名と要望書を提出した。